# Антакья
Анта́кья (тур. Antakya) — город и район на юге Турции, административный центр ила Хатай. Расположен на реке Эль-Аси (Оронт), в 25 км от впадения её в Средиземное море.
Ранее город был известен как Антиохия (греч. Αντιόχεια, лат. Antiochia; Антио́хия-на-Оро́нте, греч. Αντιόχεια η επί Ορόντου, лат. Antiochia ad Orontem; Антиохия-на-Да́фне, греч. Αντιόχεια η επί Δάφνη), он был основан в IV веке до нашей эры Селевкидами. Антиохия впоследствии стала одним из крупнейших городов Римской империи, она была центром провинций Сирия и Коэль-Сирия. Она также была влиятельным ранним центром христианства и приобрела большое церковное значение в Римской империи. Захваченная халифом Умаром в VII веке, Антиохия получила новое арабское название Антакья (араб. أنطاكية‎, ʾAnṭākiya), позже она была много раз завоевана и повторно отвоёвана: ромеями в 969 году, сельджуками в 1084 году, крестоносцами в 1098 году, Айюбидами в 1187 году, мамлюками в 1268 году и, наконец, османами в 1517 году, которые объединили её с Алеппским Эялетом, а затем с Алеппским вилайетом. Город присоединился к государству Хатай под французским мандатом, прежде чем войти в состав Турции. Для большинства населения, которое по состоянию на 2012 год составляло примерно 216 960 человек, турецкий язык является родным, в то время как меньшинство является носителями арабского языка.
6 февраля 2023 года город стал эпицентром мощного землетрясения.

## География
Антиохия расположена на берегу реки Эль-Аси (Оронт), примерно в 22 км от побережья Средиземного моря. Город расположен в долине, окружённой горами Нур (в древности Ама́нос) на севере и горами Келдаг на юге, с 440-метровой горой Сильпиус, образующей её восточные границы. Горы — источник зелёного мрамора. Антиохия находится на северном краю разлома Мёртвого моря и уязвима для землетрясений.
Равнина Амук к северо-востоку от города представляет собой плодородную почву, орошаемую реками Оронт, Карасу и Африн; озеро на равнине было осушено в 1980 году французской компанией. В то же время были вырыты каналы, чтобы расширить Оронт и позволить ему аккуратно проходить через центр города. Оронт соединяется в Антакье с ручьём Гаджи-Кюрюш к северо-востоку от города, рядом с церковью Святого Петра, и Хамшеном, который течёт вниз от Хабиб-и-Неккара к юго-западу, под мостом Мемекли рядом с армейскими казармами. Флора включает в себя лавровые деревья и мирт.

### Климат
Город имеет жаркий летний средиземноморский климат (классификация климатов Кёппена Csa) с жарким и сухим летом и мягкой и влажной зимой; однако из-за своей большей высоты Антиохия имеет несколько более холодные температуры, чем побережье.
| Показатель                    | Янв. | Фев. | Март | Апр. | Май  | Июнь | Июль | Авг. | Сен. | Окт. | Нояб. | Дек. | Год  |
| ----------------------------- | ---- | ---- | ---- | ---- | ---- | ---- | ---- | ---- | ---- | ---- | ----- | ---- | ---- |
| Средний суточный максимум, °C | 12,0 | 14,2 | 18,0 | 22,7 | 26,6 | 29,0 | 30,9 | 31,7 | 31,2 | 27,2 | 20,5  | 14,1 | 21,8 |
| Средняя температура, °C       | 8,3  | 10,0 | 13,3 | 17,5 | 21,3 | 24,7 | 27,2 | 27,8 | 26,0 | 21,0 | 15,1  | 10,2 | 18,5 |
| Средний суточный минимум, °C  | 4,6  | 5,9  | 8,6  | 12,3 | 16,1 | 20,5 | 23,5 | 24,0 | 20,8 | 14,9 | 9,8   | 6,3  | 14,3 |
| Норма осадков, мм             | 196  | 160  | 129  | 87   | 54   | 30   | 5    | 7    | 26   | 86   | 96    | 173  | 1049 |
| Источник: Климат Антакьи      |      |      |      |      |      |      |      |      |      |      |       |      |      |

## История

### Античность

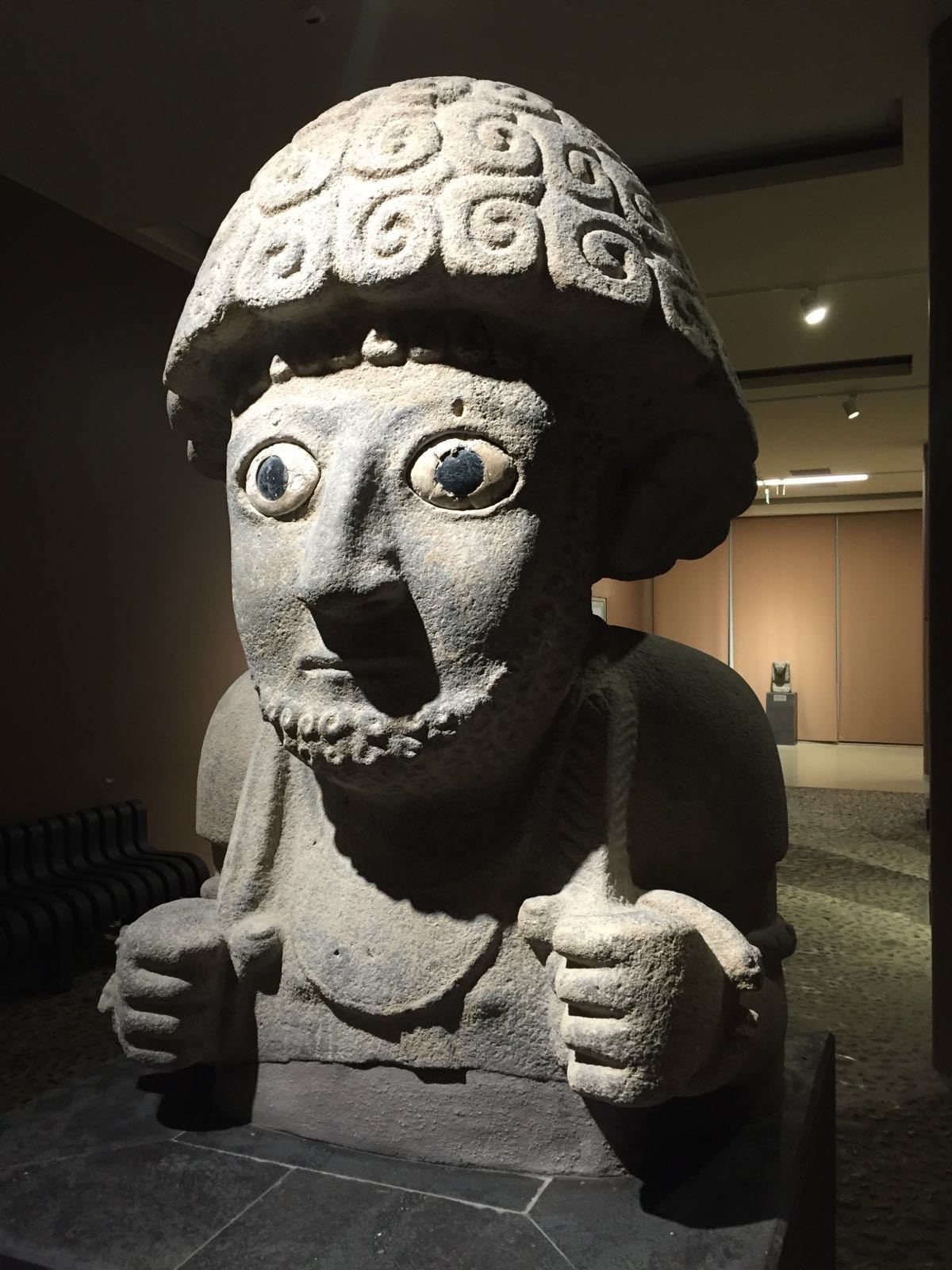
Царь Суппилулиума I в Археологическом музее Антиохии

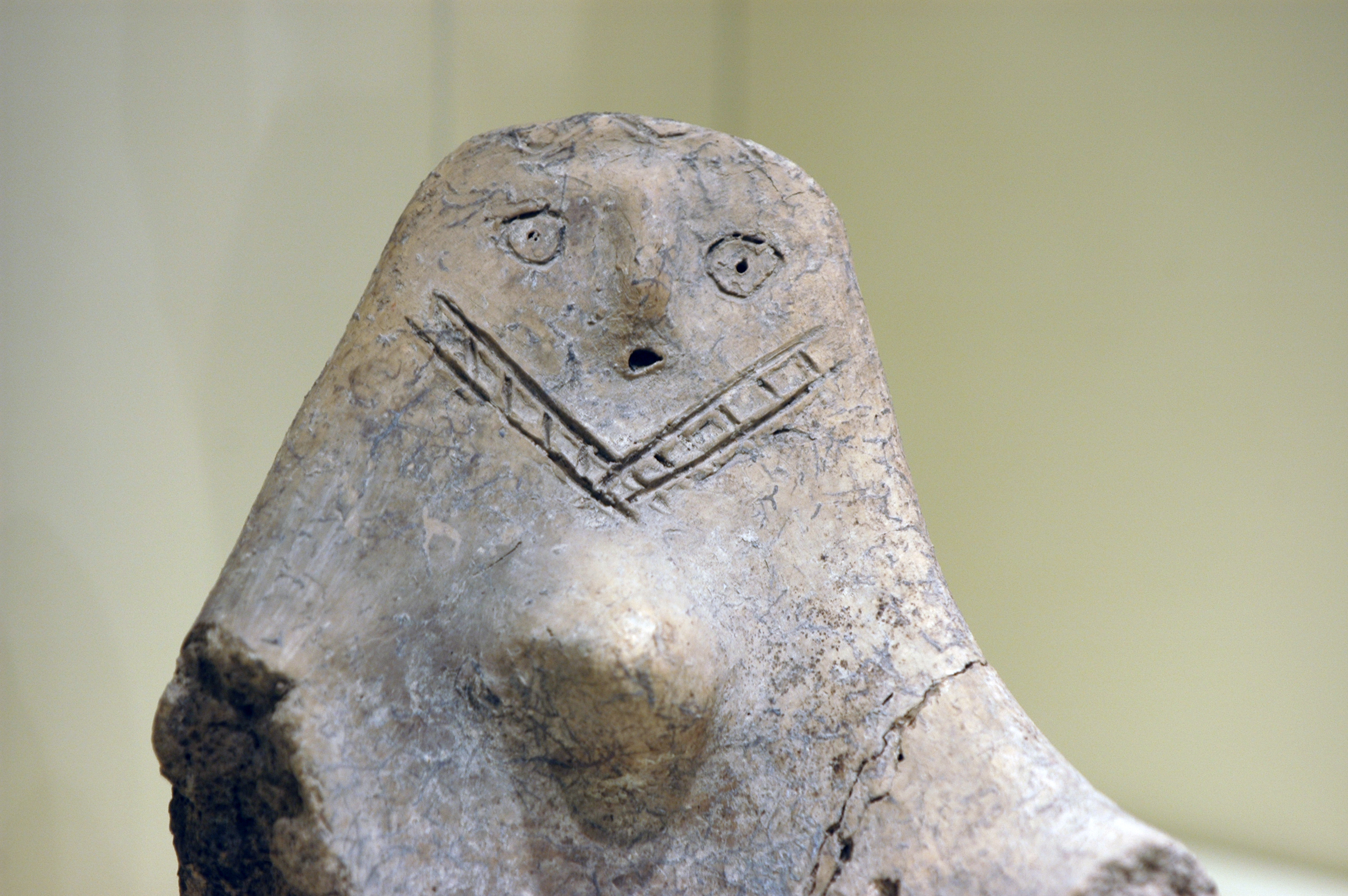
Артефакт эпохи средней и поздней бронзы, 2000—1200 гг. до н. э. в Археологическом музее Антиохии

Поселение под названием Мероэ существовало до Антиохии. Здесь находилось святилище семитской богини Анат, которую Геродот называл «персидской Артемидой». Это место было включено в восточные пригороды Антиохии. На отроге горы Сильпиус была деревня под названием Ио или Иополис. Это имя всегда приводилось в качестве доказательства антиохийцами (например Либанием), стремившимися быть близкими к аттическим грекам ионийцам. Ио, возможно, была ранней небольшой торговой колонией греков (Иаван). Иоанн Малала также упоминает древнюю деревню Боттия, расположенную на равнине у реки.
Говорят, что Александр Македонский разбил лагерь на месте Антиохии и построил здесь алтарь Зевсу Боттию; он находился на северо-западе будущего города. Этот рассказ встречается только в сочинениях Либания, антиохийского оратора IV века, и может быть легендой, призванной повысить статус Антиохии. Но сама по себе эта история маловероятна.
После смерти Александра в 323 году до нашей эры его военачальники, диадохи, разделили завоёванную им территорию. После битвы при Ипсе в 301 году до н. э. Селевк I Никатор завоевал территорию Сирии и основал четыре «города-побратима» на северо-западе Сирии, одним из которых была Антиохия, город, названный в честь его отца Антиоха; согласно суде, город мог быть назван в честь его сына Антиоха. Считается, что он построил шестнадцать Антиохий. В древности Антакья, именовавшаяся Антиохия-на-Оронте или просто Антиохия, была важным политическим и культурным центром, столицей империи Селевкидов. Город играл важную роль как один из крупнейших греческих городов в Римской империи. Это был ключевой город на протяжении ранней истории христианства, в частности, Сиро-яковитской церкви и Антиохийской православной церкви, а также во времена мусульманских завоеваний и крестовых походов.

### Византийская империя и Арабский халифат

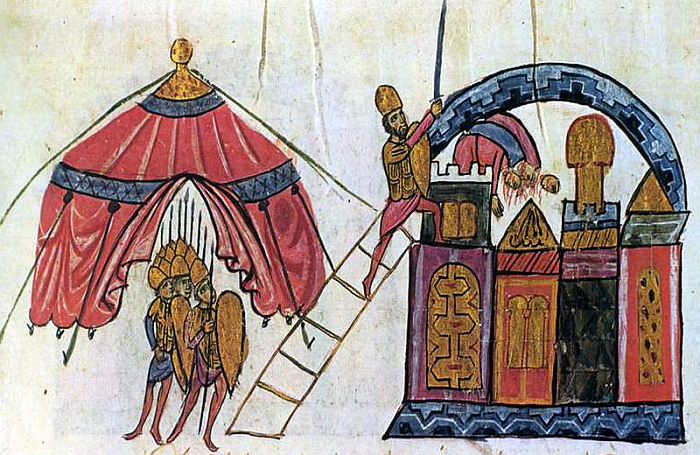
Взятие Антиохии византийским полководцем Михаилом Вурцем в 969 году

В 637 году, во время правления византийского императора Ираклия, Антиохия была завоевана Арабским халифатом после битвы у Железного моста. Город стал известен на арабском языке как Антакья (араб. أنطاكية‎ ʾAnṭākiya). Поскольку династия Омейядов не смогла проникнуть на Анатолийское плоскогорье, Антиохия оказалась на переднем крае конфликта между двумя враждебными империями в течение следующих 350 лет, так что город пришёл в запустение.
В 969 году город был отвоёван для византийского императора Никифора II Фоки полководцем Михаилом Вурцем и стратопедархом Петром Фокой. Вскоре город стал резиденцией дукса, гражданского губернатора одноимённой фемы, также резиденцией доместика схолы Востока, верховного военного командующего имперскими войсками на восточной границе. Иногда обе должности занимали одни и те же лица, обычно военные офицеры, такие как Никифор Уран, которому удалось сохранить целостность восточной границы после завоевания Анатолии сельджуками. В 1078 году Филарет Варажнуни, бывший доместик схолы, восстал против императора и встал во главе армянских мятежников, захвативших власть в городе и окружающих его землях, фактически возглавив независимое государство. Он удерживал город до тех пор, пока турки-сельджуки не захватили его в 1084 году. Румский султанат владел им всего 14 лет до того момента, пока его не завоевали крестоносцы.

### Под владычеством крестоносцев

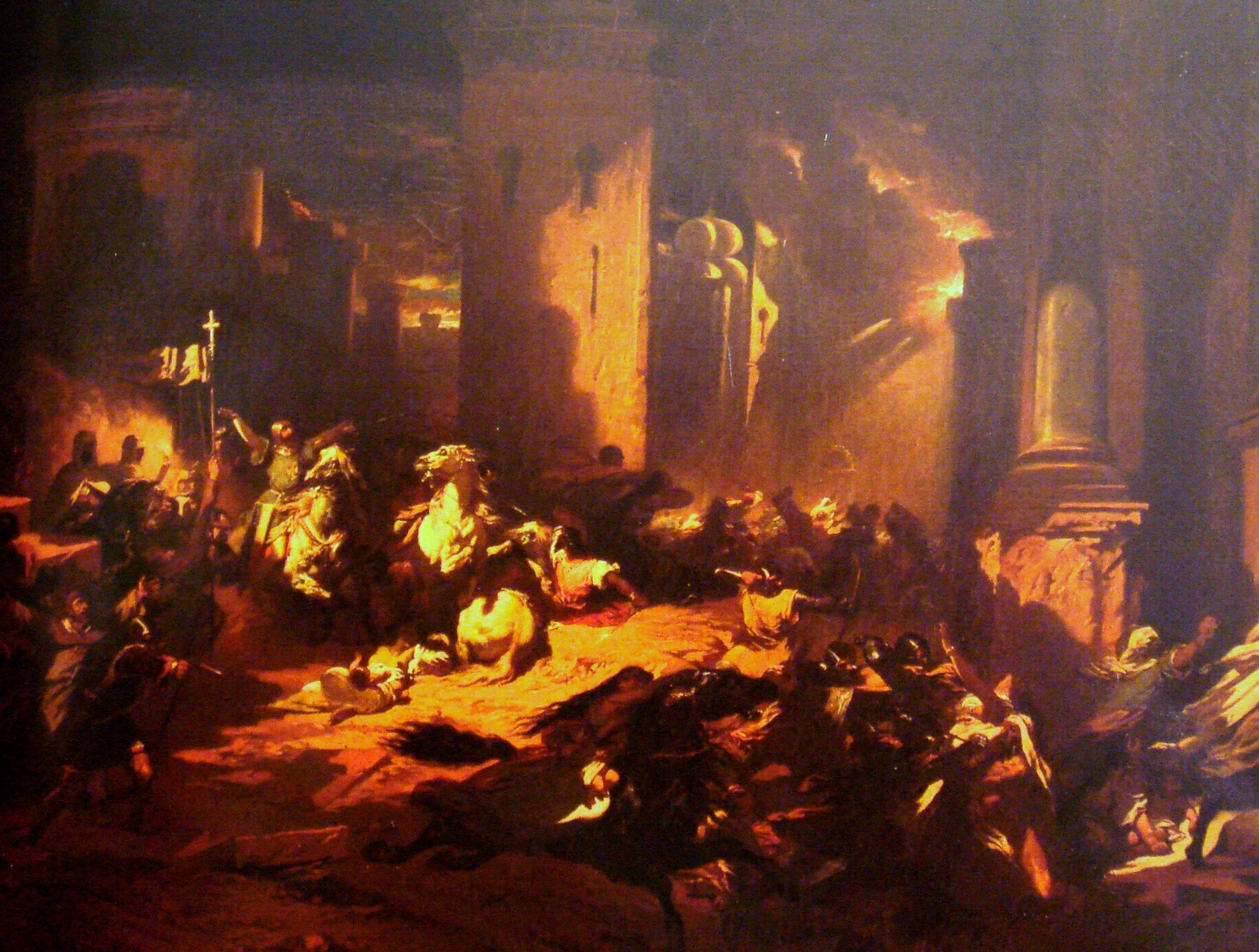
Взятие Антиохии. Картина Луи Галле

Осада Антиохии крестоносцами в период с октября 1097 по июнь 1098 года во время Первого крестового похода привела к её падению. Крестоносцы нанесли значительный ущерб, в том числе устроили резню его мусульманского населения и христиан-яковитов, оставшихся в городе. После поражения сельджукских войск, прибывших с целью прорвать осаду всего через четыре дня после её захвата крестоносцами, Боэмунд I стал её правителем. Она оставалась столицей латинского Антиохийского княжества в течение почти двух столетий с 1098 по 1268 год.
В 1268 году после долгой осады город был захвачен мамлюкским султанатом во главе с Бейбарсом, после сдачи города Бейбарс в нарушение условий капитуляции истребил всё его христианское население и уничтожил город, а потом издевательски написал последнему князю Антиохии Боэмунду IV письмо с подробностями своих бесчинств, хвастаясь своими злодеяниями. Помимо того, что город пострадал от разрушительных военных действий, он потерял своё коммерческое значение, поскольку торговые пути в Восточную Азию переместились на север после монгольских завоеваний XIII века. Антиохия так и не восстановилась в качестве крупного города, и большая часть её прежней роли выпала на долю портового города Александретты (Искендерун). Описание обоих городов, какими они были в 1675 году, содержится в дневнике английского морского капеллана Генри Теонга. В 1355 году город всё ещё имел значительное население, но к 1432 году в его стенах было всего около 300 жилых домов, в основном занятых туркоманами.

### Османский период

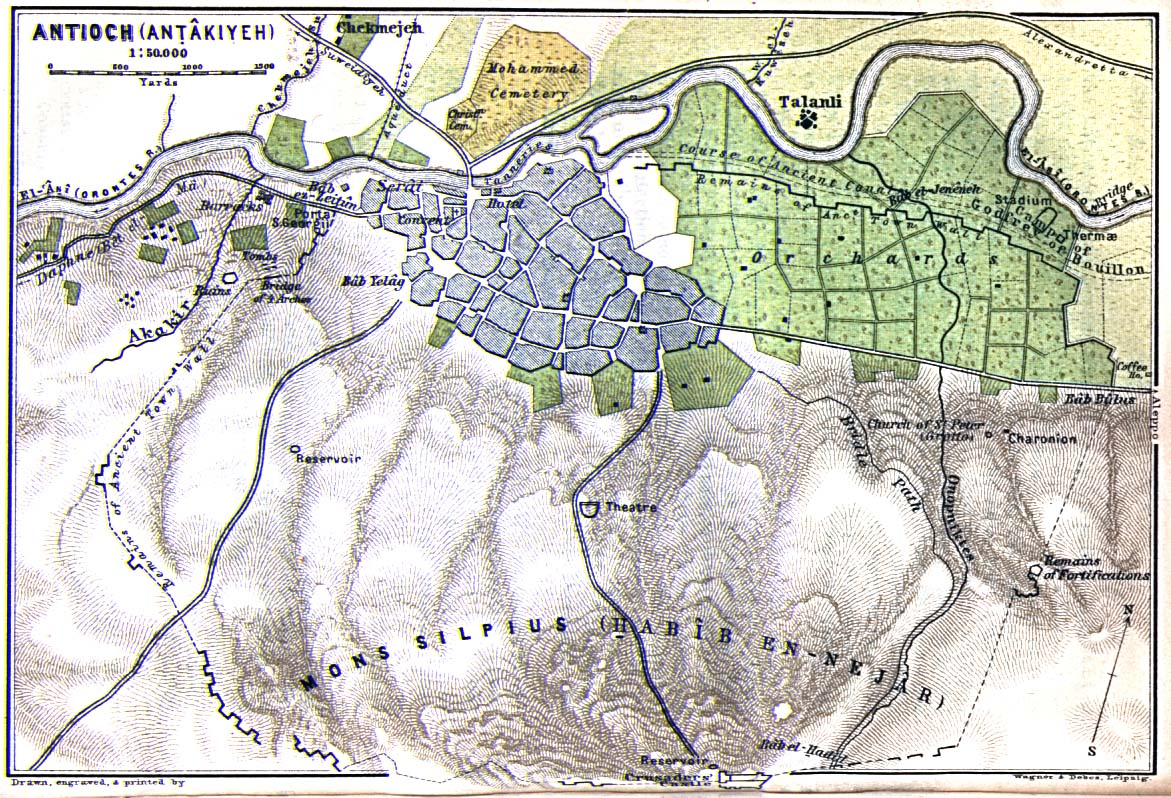
Плотно застроенная Антиохия в 1912 году: традиционный мусульманский город не имеет и следа своей эллинистической планировки. На востоке равнину заполняют сады (зелёный цвет)

После его падения Антиохия пришла в упадок, в 1516 году она была завоёвана турками-османами. Этот город был центром санджака Антакья, входившего в состав Дамасского эялета.
В 1822 году (и снова в 1872 году) Антиохия пострадала от землетрясения. Когда паша Египта Ибрагим основал свою штаб-квартиру в городе в 1835 году, в нём было всего около 5000 жителей. Жители города надеялись, что Антиохия сможет развиваться благодаря железной дороге долины реки Евфрат, которая должна была связать его с портом Суэйда (ныне Самандаг), но этот план так и не был реализован. Эта схема является темой поэмы Летиции Элизабет Лэндон «Антиохия» (1836 год), в которой она размышляет о превосходстве торговли и коммерции над войной и конфликтами. Город страдал от повторных вспышек холеры из-за плохой инфраструктуры санитарии. Позже город развивался и быстро восстановил большую часть своего прежнего значения, когда была построена железная дорога вдоль нижней долины реки Оронт. По данным переписи Армянского патриархата в Константинополе, в 1912 году в санджаке Антиохия (в него входили казы Антиохия, Кесаб, Александретта и Бейлан), численность армянского населения составляла 31 268 человек.

### Республика Хатай и современная Турция

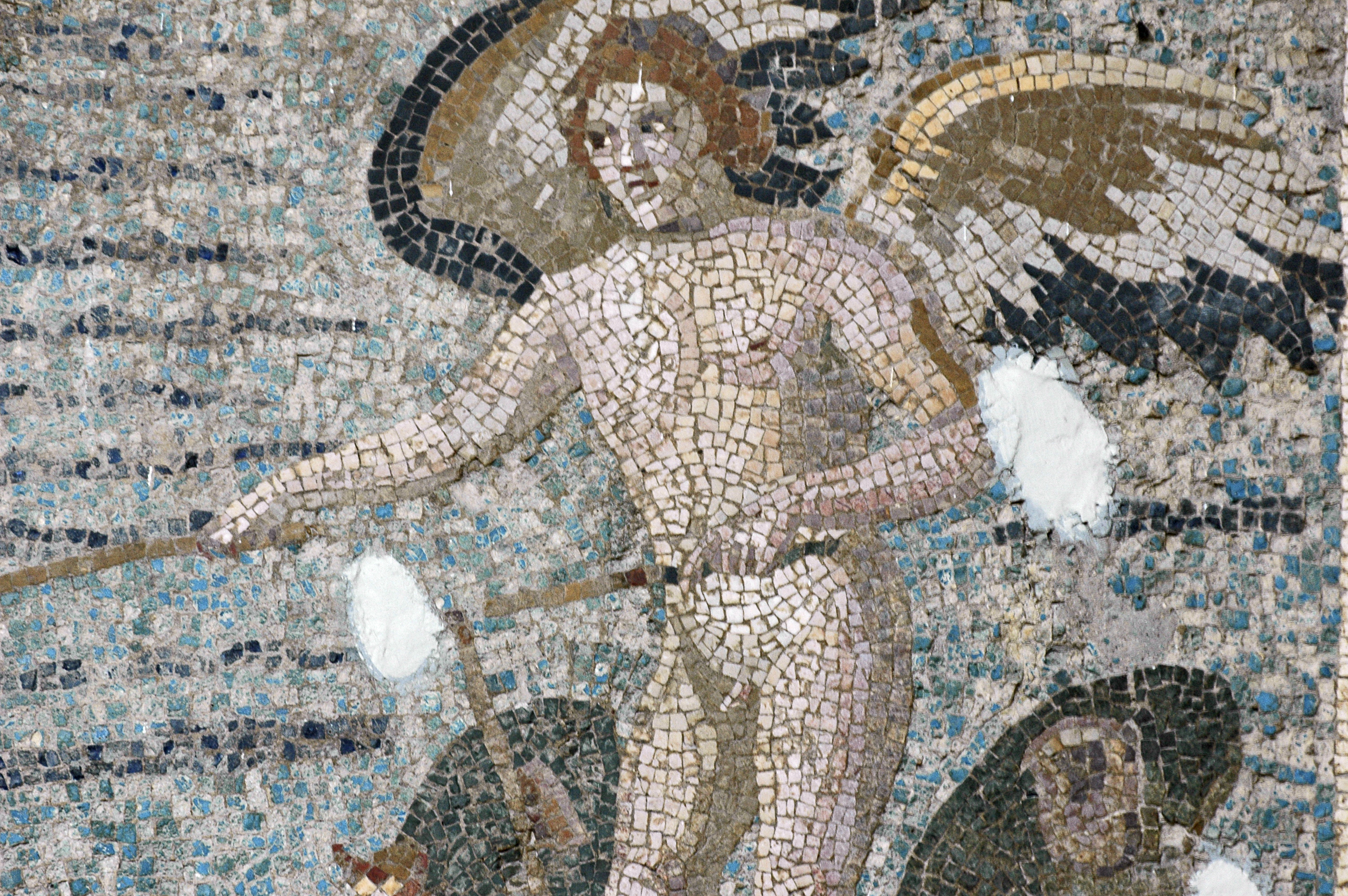
Эрот на двух крыльях стреляет из своего лука. Мозаика, Антиохийский археологический музей

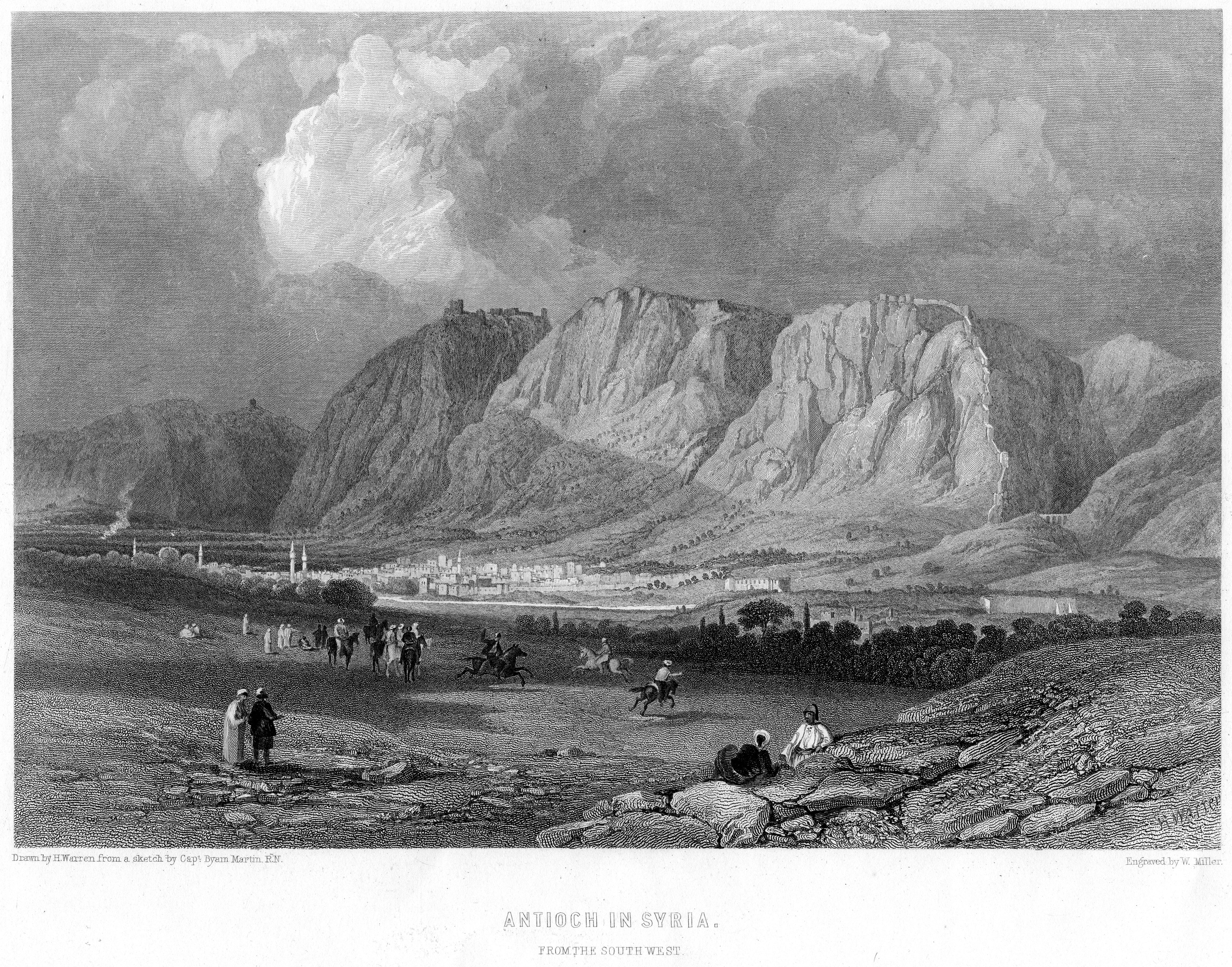
Антиохия в 1866 году

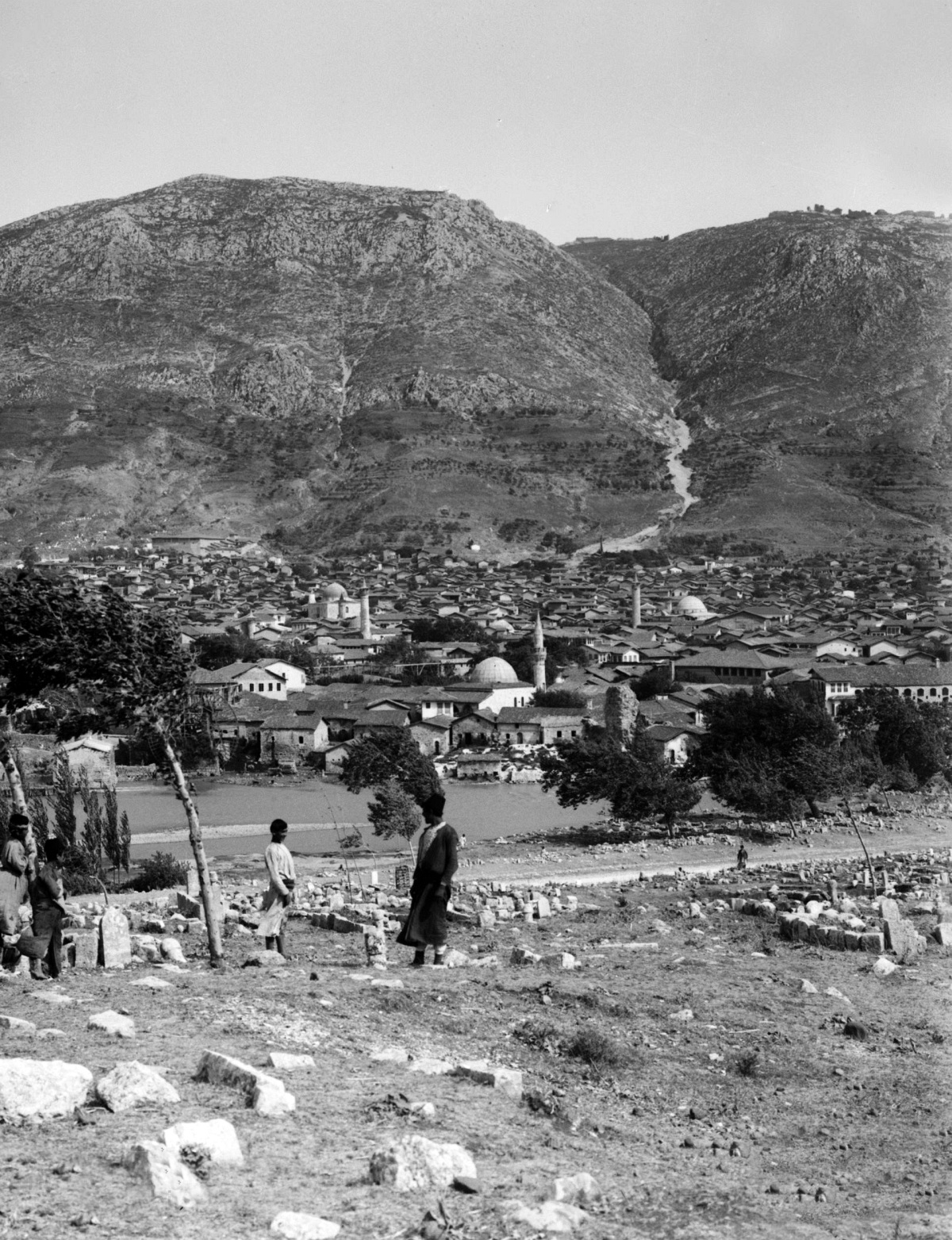
Антиохия в 1910 году

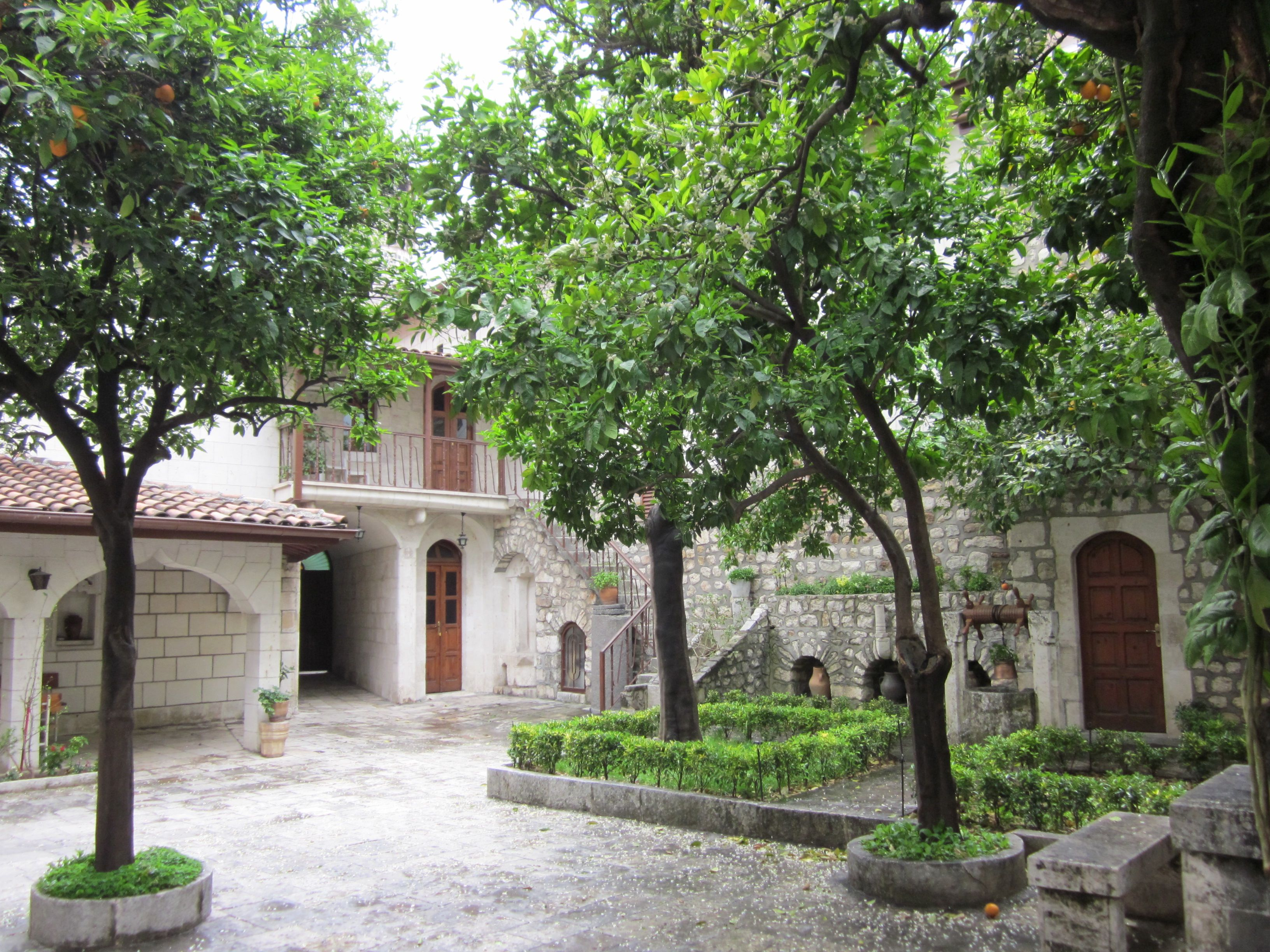
Внутренний двор церкви апостолов Петра и Павла в Антиохии

В 1918 вошла в состав французского протектората Сирия, а в 1938 в составе Республики Хатай вошла в состав Турции.
В настоящее время Антиохия представляет собой город Антакья (тур. Antakya) в Турции, центр турецкого ила Хатай.
Гора Хабиб-и Неккар (Хабиб Ан-Наджар в суре аль-Ясин 36: 13) и городские стены, поднимающиеся по склонам холмов, символизируют Антиохию, превращая город в грозную крепость, построенную на серии холмов, тянущихся с северо-востока на юго-запад. Первоначально Антиохия располагалась на восточном берегу реки. С XIX века город расширился за счёт новых кварталов, построенных на равнинах за рекой на юго-западе, и 4 мостов, соединяющих старый и новый части города. Многие здания последних двух десятилетий построены в стиле бетонных блоков, и Антакья потеряла большую часть своей красоты. Узкие улочки Старого города могут быть забиты машинами.
Хотя портовый город Искендерун стал самым крупным городом провинции, Антиохия — это её административный центр, всё ещё имеющий значительное значение как центр большого района. Осушение озера Амик и освоение земель привели к росту богатства и производительности экономики региона. Город представляет собой оживлённый торговый и деловой центр с многочисленными ресторанами, кинотеатрами и другими удобствами. Этот район расположен в центре большого парка напротив резиденции губернатора и центрального проспекта Куртулуш Каддеси. Чайные сады, кафе и рестораны в окрестностях Харбие являются популярными направлениями, особенно для разнообразия мезе в ресторанах. Река Оронт может быть зловонной, когда река мелеет. Вместо официальной ночной жизни, в летнюю жару, люди обычно остаются на улице до поздней ночи, чтобы прогуляться или перекусить со своими семьями и друзьями.
Он расположен недалеко от сирийской границы, что делает Антиохию более космополитичной, чем многие города Турции. Она не привлекла массовую иммиграцию людей из Восточной Анатолии в 1980-х и 1990-х годах, которая радикально увеличила население средиземноморских городов, таких как Адана и Мерсин. Как турецкий, так и арабский языки всё ещё широко распространены в Антиохии, хотя письменный арабский язык используется редко. Здесь мирно сосуществует смешанное сообщество разных конфессий и вероисповеданий. Хотя почти все жители являются мусульманами, значительная часть является алавитами, в «Харбие» есть место, чтобы почтить Хидру. Многочисленные гробницы святых, как суннитских, так и алавитских, расположены по всему городу. Есть в городе и христианская община. В городе действует несколько небольших христианских церквей, самой большой из которых является церковь Святых Петра и Павла на Хурриет Каддеси. Благодаря своей долгой истории духовных и религиозных движений Антиохия является местом паломничества христиан. В 2014 году еврейская община Антиохии сократилась до 14 человек. Город имеет репутацию в Турции как место для колдовства, гаданий, чудес и духов.

### После землетрясения 2023 года

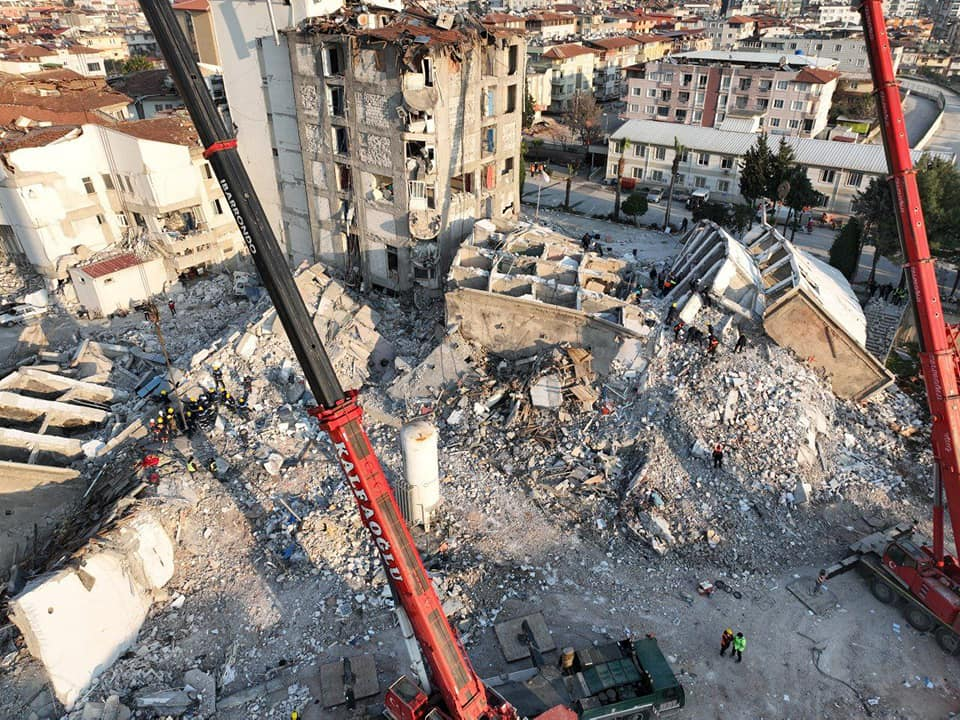

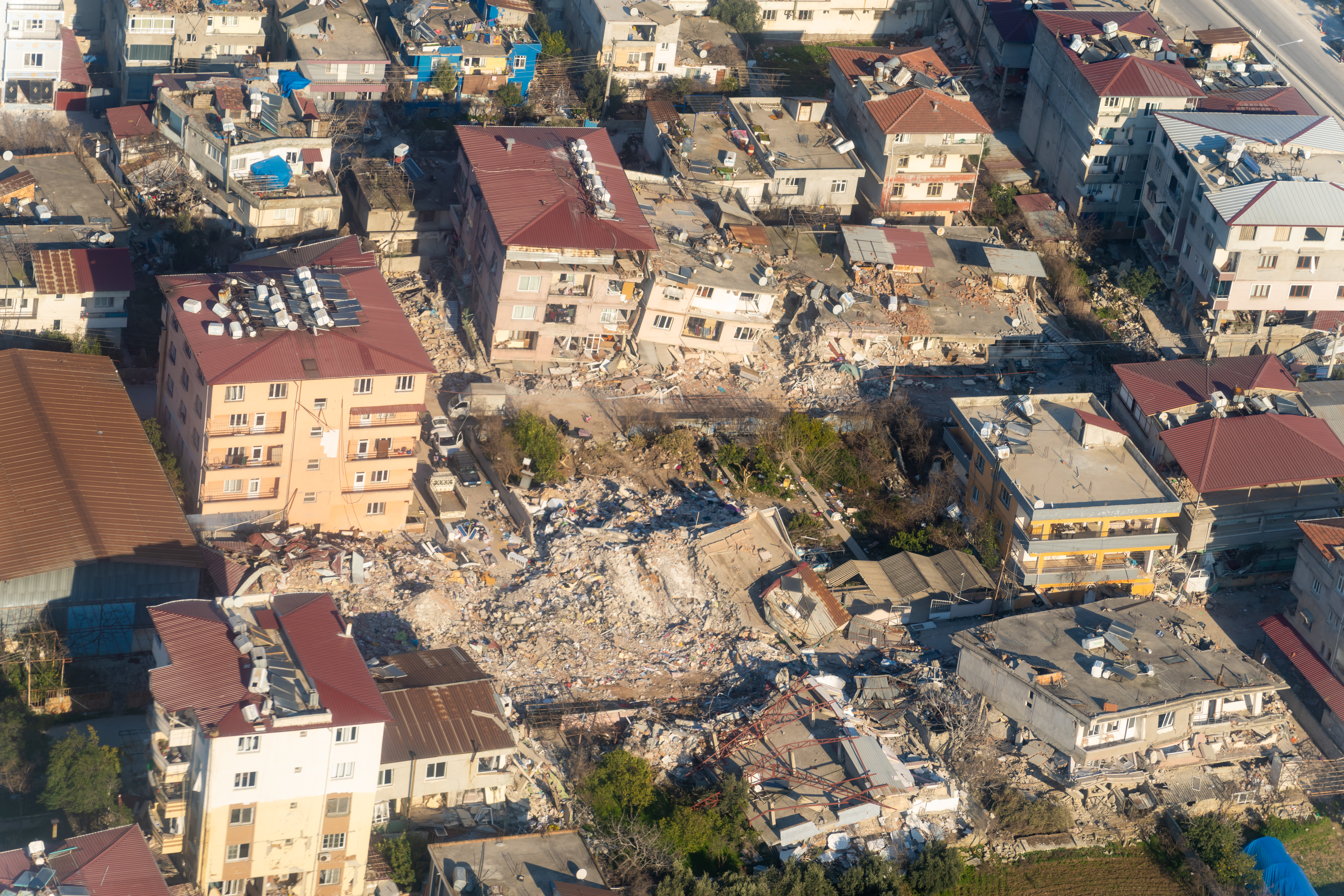

6 февраля 2023 года на юго-востоке Турции произошло мощное землетрясение. Антакья стала одним из городов, где землетрясение нанесло наибольший ущерб.
Всего в провинции Хатай погибли более 23 065 человек, и более 30 000 человек получили ранения. По меньшей мере 9 224 здания были частично или полностью разрушены.
В Антакье интенсивность землетрясения возросла из-за того, что город и прилегающие районы были построены на аллювиальном слое, принесенном рекой Аси, состоящем из глины, песка и гальки.
Мэр столичного муниципалитета Лютфю Саваш сделал заявление, что в городе почти не осталось неповреждённых зданий. «Многие наши кварталы исчезли. По крайней мере, 80 % зданий в Антакье должны быть снесены. В настоящее время около 3100 наших зданий уже снесены. Кроме того, у нас около 10 тысяч сильно поврежденных зданий. Есть также здания со средним повреждением. Они все равно не выдержат землетрясения, которое может произойти после этого. Таким образом, нам необходимо снести эти здания».
Знаменитые символы города в большинстве своем разрушены — церкви, городская синагога, и мечеть Хабиб-и-Неккар Камии. Это мечеть, построенная в VII веке, считалась старейшей в Турции.

## Население
Антиохия, административный центр провинции Хатай, одной из пограничных провинций Турецкой Республики, на юге Анатолии. Антиохия является центром городского поселения, расположенного на юге Турции на 36 10' Северной широтой и 36 06' Восточной долготой.
В 1935 году турецкие и арабские мусульмане составляли более 80 % населения:
| Перепись населения 1935 года |                |
| Национальный состав          | Количество     |
| Турки-сунниты                | 19,720 (58 %)  |
| Алавиты                      | 8,670 (25,5 %) |
| Арабы-христиане              | 4,930 (14,5 %) |
| Другие                       | 680 (2 %)      |
| Всего                        | 34,000 (100 %) |

Большинство алавитов и армян говорили на турецком языке как на втором языке и говорили либо на арабском, либо на армянском как на первом языке.
Британский путешественник в Антиохии в 1798 году сказал, что «язык здесь в основном турецкий» (в то время как, напротив, преобладающим языком в Алеппо в то время был арабский).
Изменение численности населения округа за годы:
| Центральный округ Антиохии |                  |         |         |
| Год                        | Общее количество | Город   | Деревни |
| 1965                       | 128 412          | 57 855  | 70 557  |
| 1970                       | 151 545          | 66 520  | 85 025  |
| 1975                       | 179 648          | 77 518  | 102 130 |
| 1980                       | 205 345          | 94 942  | 110 403 |
| 1985                       | 247 349          | 107 821 | 139 528 |
| 1990                       | 284 195          | 123 871 | 160 324 |
| 2000                       | 345 320          | 144 910 | 200 410 |
| 2007                       | 415 310          | 186 243 | 229 067 |
| 2008                       | 427 451          | 188 310 | 239 141 |
| 2009                       | 445 381          | 202 216 | 243 165 |
| 2010                       | 461 477          | 213 581 | 247 896 |
| 2011                       | 464 947          | 213 296 | 251 651 |
| 2012                       | 470 833          | 216 960 | 253 873 |

## Образование
Университет Мустафы Кемаля, сокращенно УМК, имеет несколько факультетов, включая инженерный и медицинский, а также кампус под названием Тайфур Секмен, расположенный в районе Серинель в 15 км к северу от Антиохии (центр). Основанный в 1992 году, в настоящее время в университете обучается более 32 000 студентов.
Помимо кампуса в Серинелье, УМК имеет свои факультеты, расположенные во всех основных районах провинции, включая Алтынезю, Белен, Дертиол, Эрзин, Хасса, Искендерун, Кырыхан, Рейханлы, Самандаг и Яйладаги.

## Достопримечательности

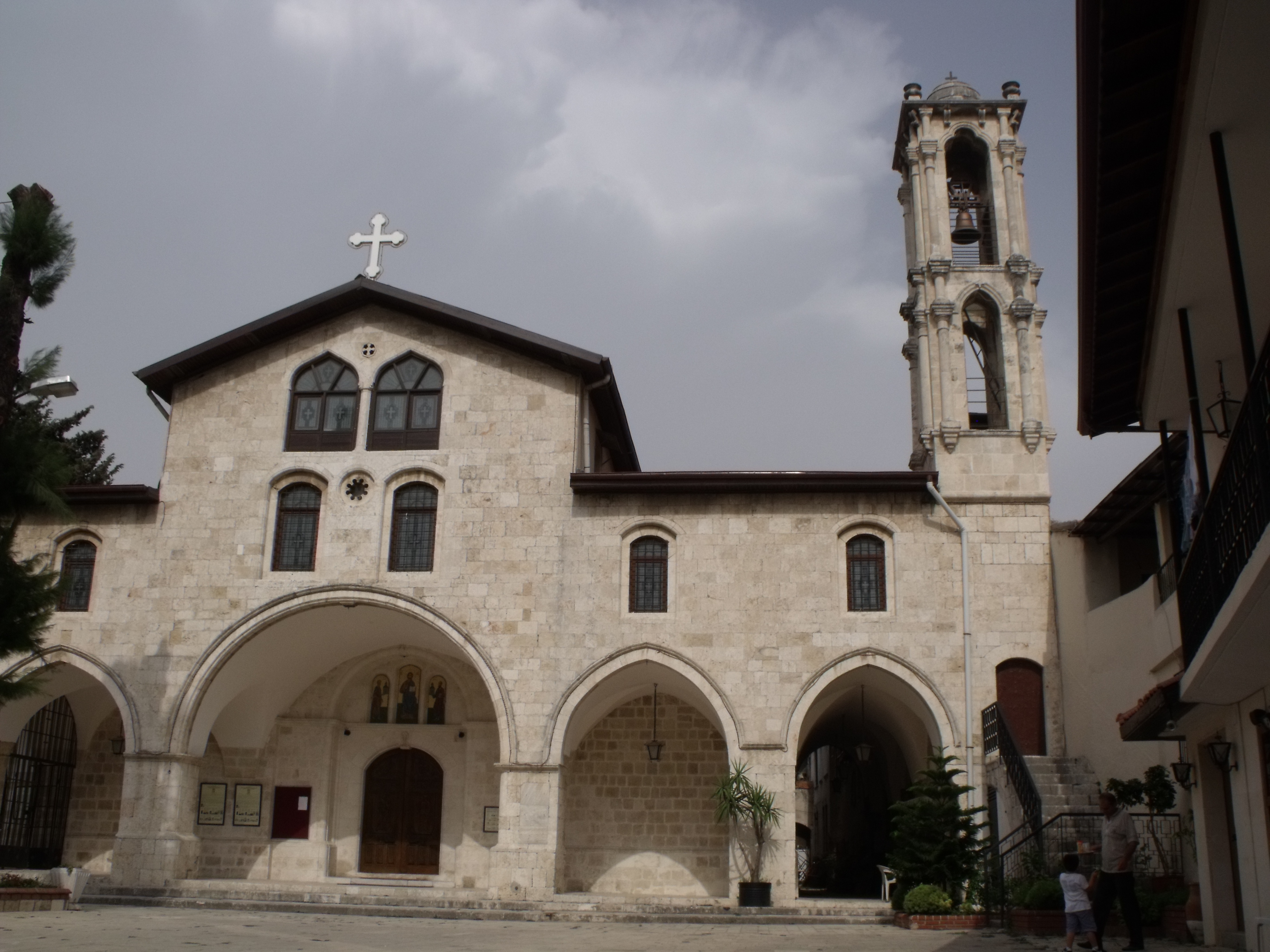
Православная церковь Святого Павла

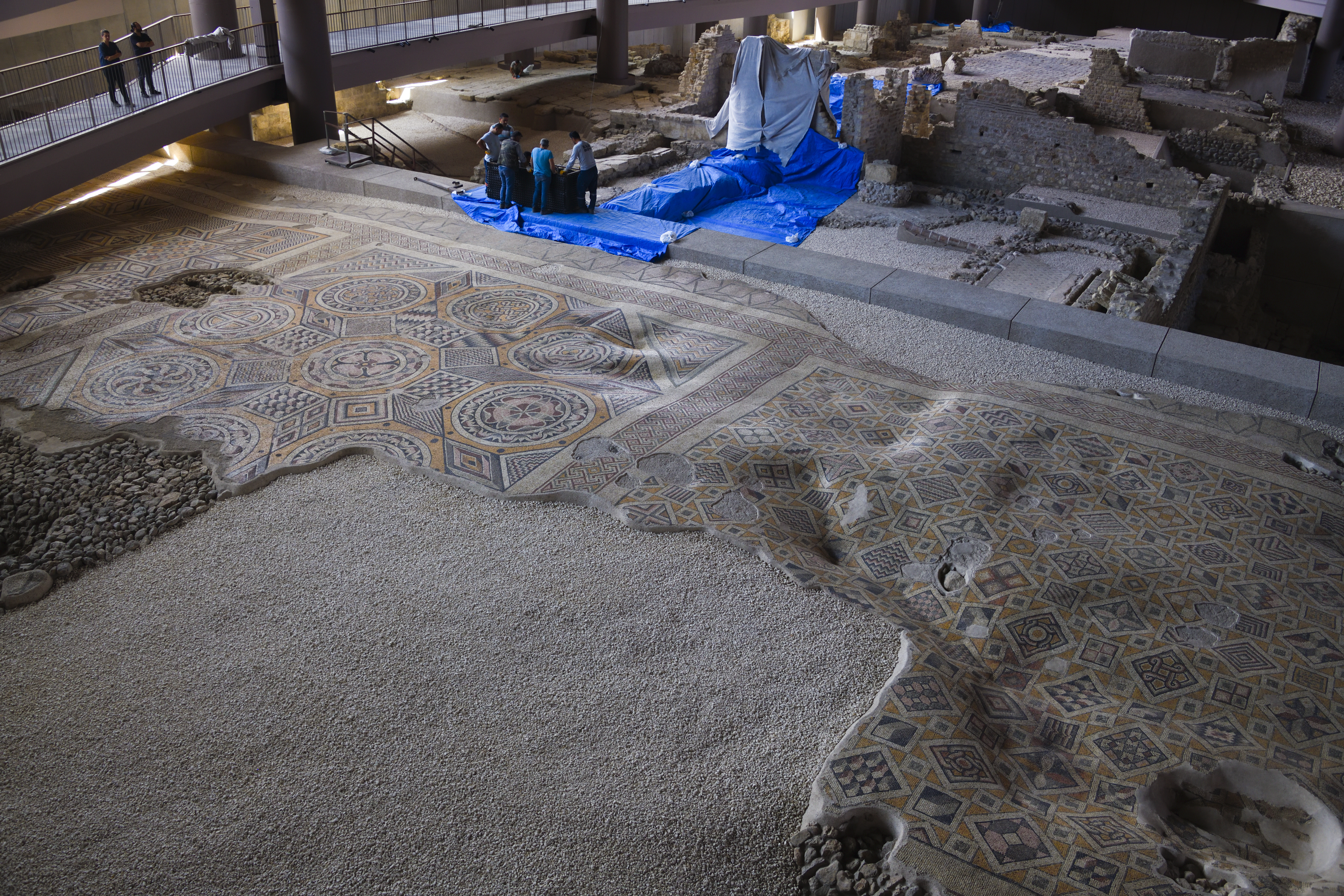
Музей мозаики Антиохия

Долгая и разнообразная история создала множество архитектурных памятников, представляющих интерес. В Антиохии есть много интересного для посетителей, хотя многие здания были утеряны в результате быстрого роста и реконструкции города в последние десятилетия.
- Археологический музей Антиохии располагает второй по величине коллекцией римских мозаик в мире.
- Высеченная в скале церковь Святого Петра с её сетью убежищ и туннелей, высеченных в скале, была местом христианского паломничества. В разных местах долины реки Оронт в скалах высечены гробницы.
- Старый рыночный район: здесь есть множество традиционных магазинчиков, где вы можете исследовать то, чего раньше не видели. Он находится точно в центре города, вы находитесь в нём, когда видите вывеску «Uzun Çarşı Caddesi».
- Захудалый кинотеатр «Гюндюз» в центре города когда-то использовался как здание парламента Республики Хатай.
- Водопады на набережной Харбие / Дафна.
- Османская мечеть Хабиб-и-Неккар Камии, старейшая мечеть в Антиохии и одна из старейших в Анатолии. Была разрушена в результате землетрясения 2023 года.
- Лабиринт узких улочек и старых домов в старом городе Антиохии.
- Туннель Тита Веспасиана в Самандаге. Он находится примерно в 35 км от центра города.
- Пещера и могилы Бешикли (античный город Селевкия-Пьеррия).
- Монастырь Святого Симона.
- Замок Баграс, построенный в древности и неоднократно перестраивавшийся в последующие века (особенно во время Крестовых походов, когда он был оплотом тамплиеров), служил сторожевой башней на 27-километровой горной дороге от Искендеруна (Александретты) до Антакьи (Антиохия).
- Панорамный вид на город с высоты горы Хабиб-и-Неккар.
- Православная церковь Святого Павла.

Обладая богатым архитектурным наследием, Антиохия является членом базирующейся в Норидже Европейской ассоциации исторических городов и регионов. Римский мост (предположительно относящийся к эпохе Диоклетиана) был разрушен в 1972 году во время расширения Оронта.

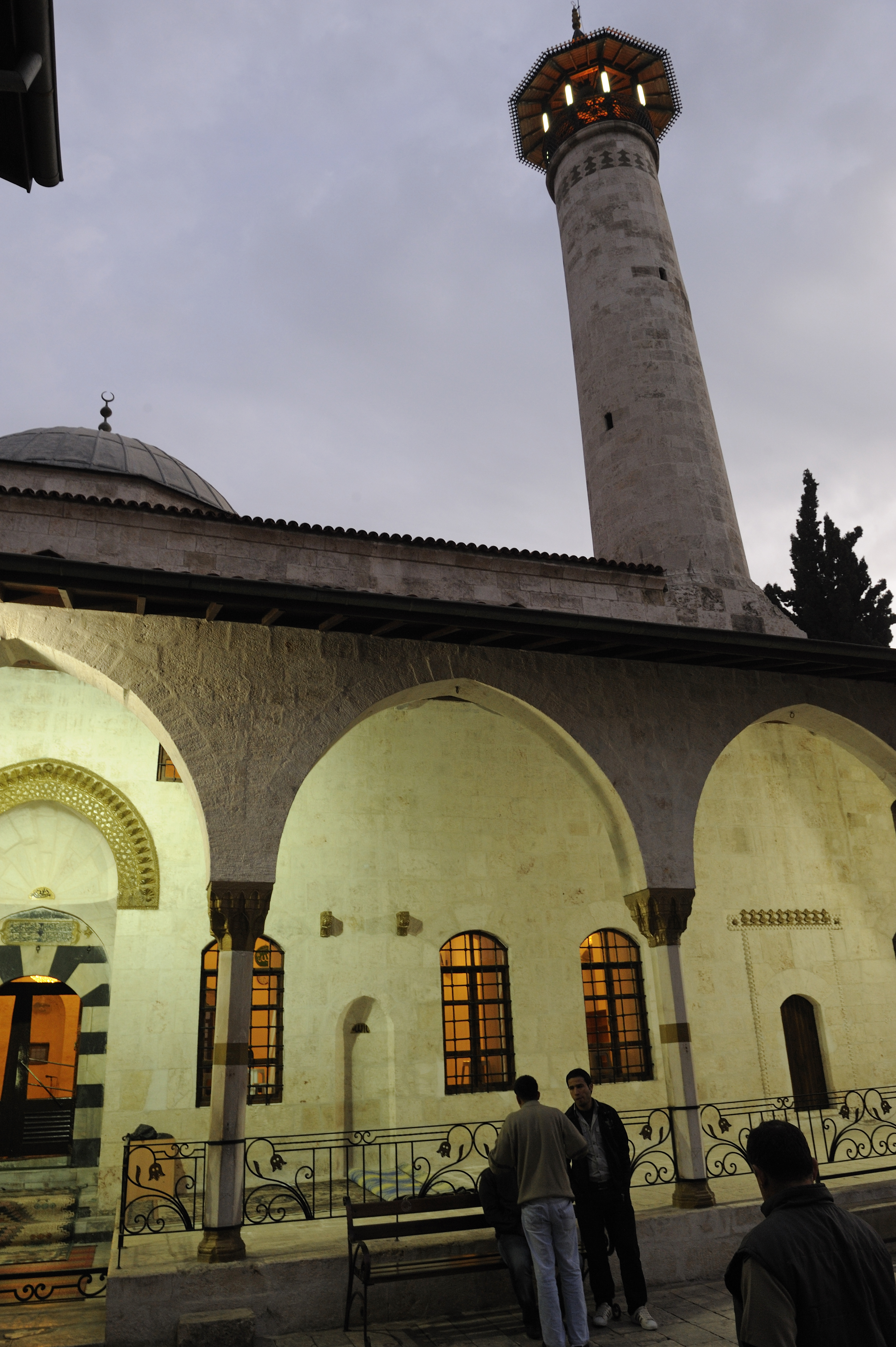
Антиохийская Новая мечеть
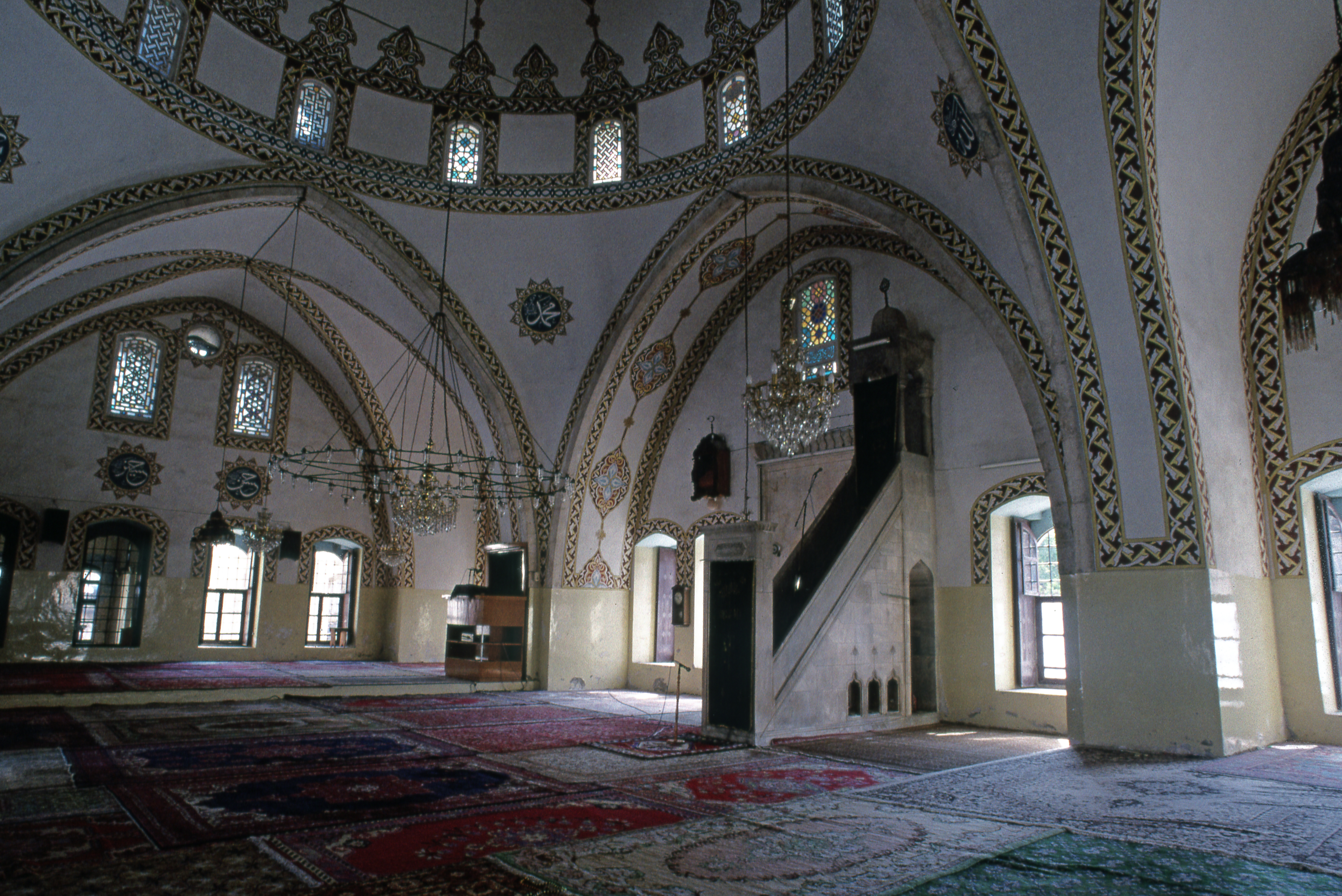
Интерьер мечети Хабиб-и-Неккар в Антиохии
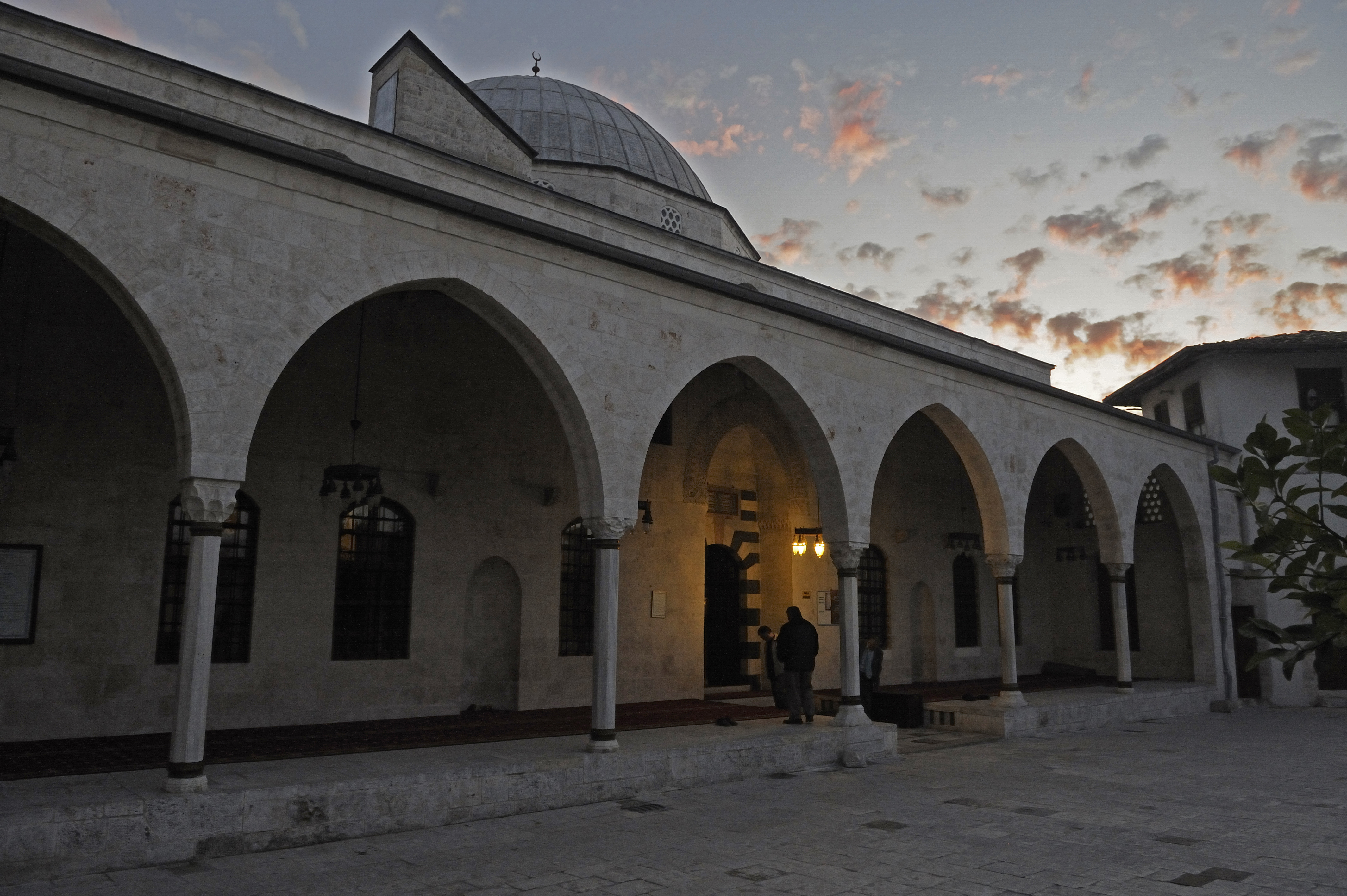
Антиохийская мечеть Хабиб-и-Неккар
Минарет мечети Саримие
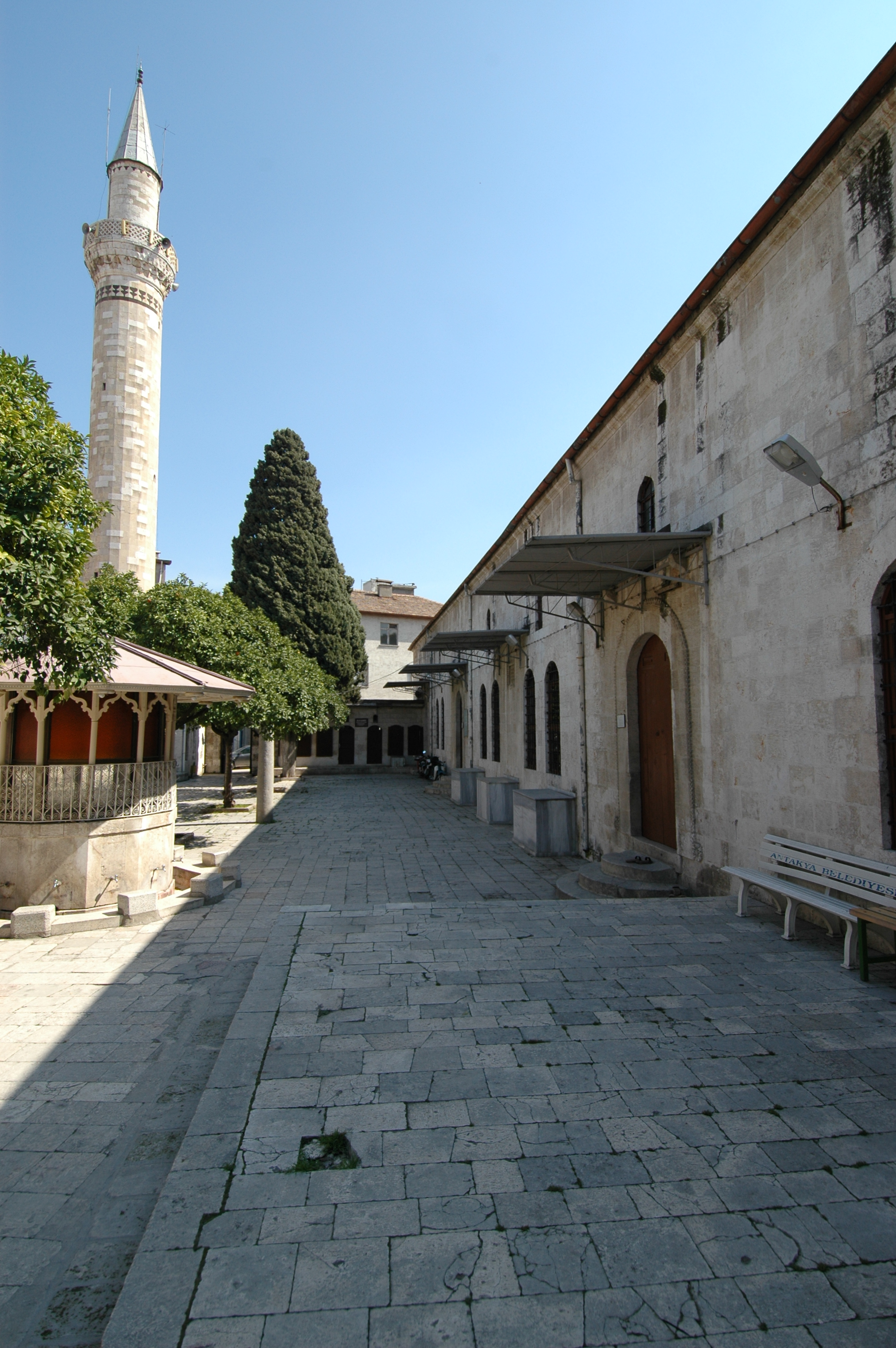
Антиохийская Великая мечеть, вход в двор
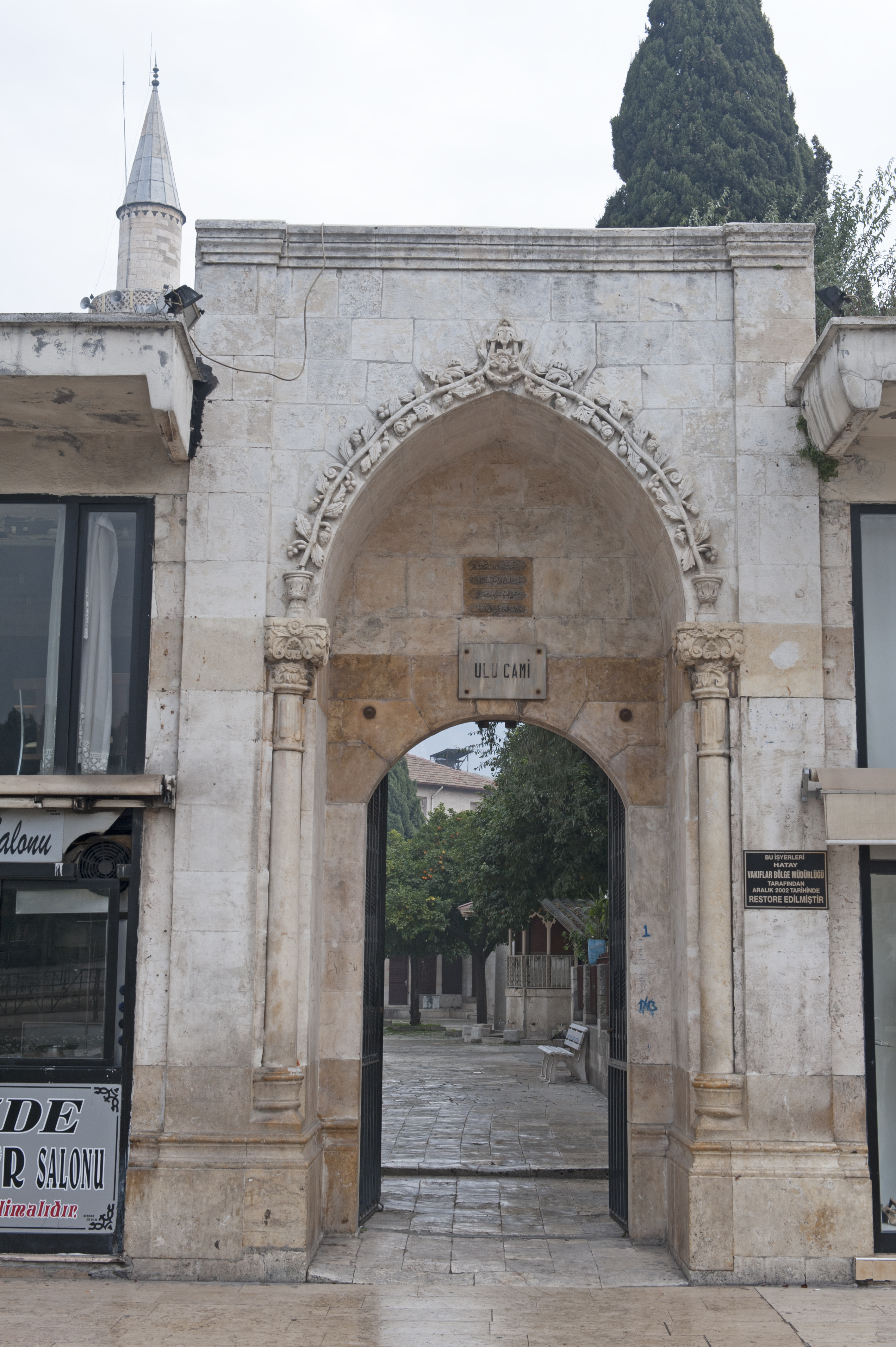
Антиохийская Великая мечеть
Антиохийская Великая мечеть
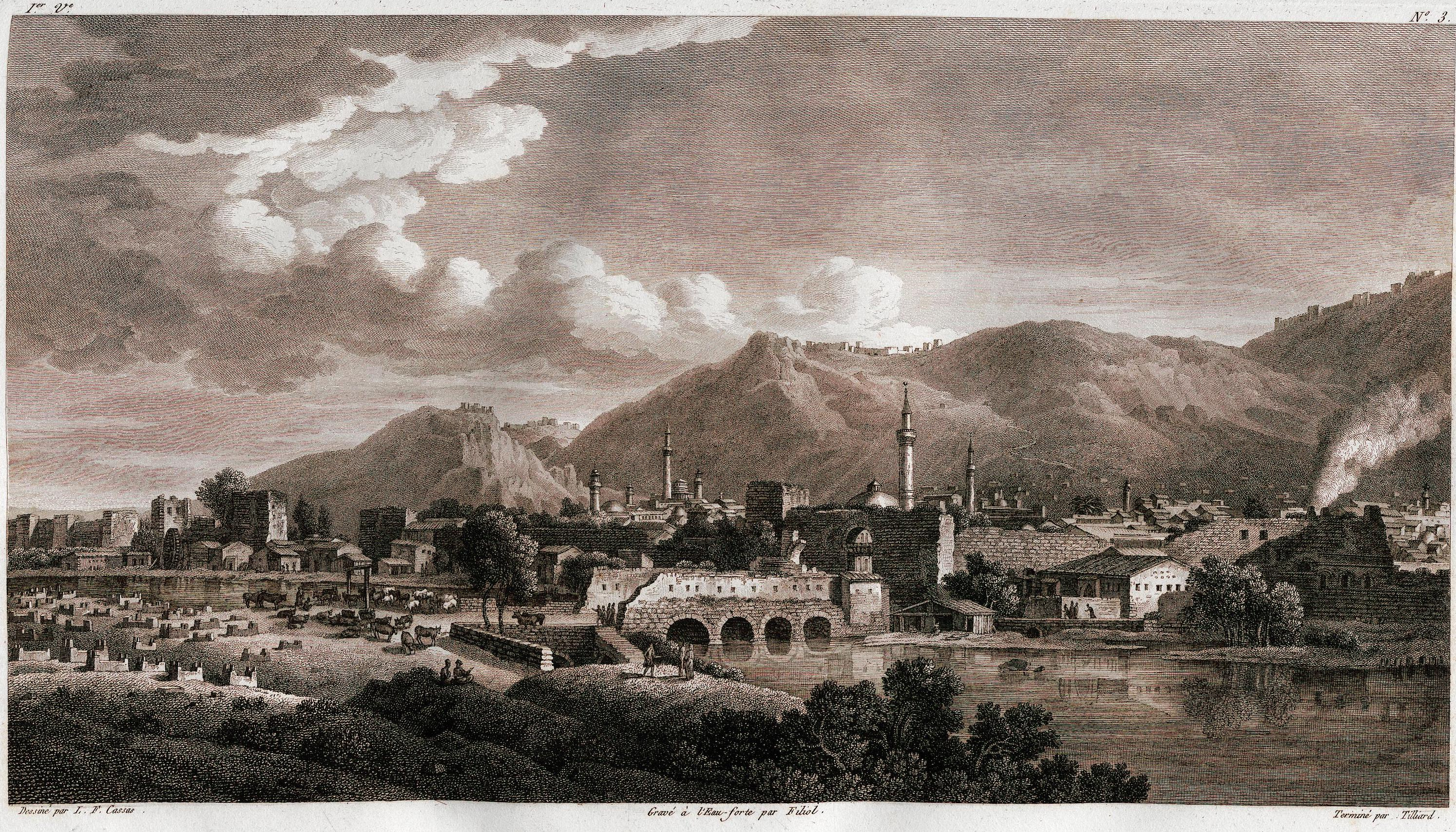
Вид на реку Оронт в 1780-х годах, автор Луи-Франсуа Кассас
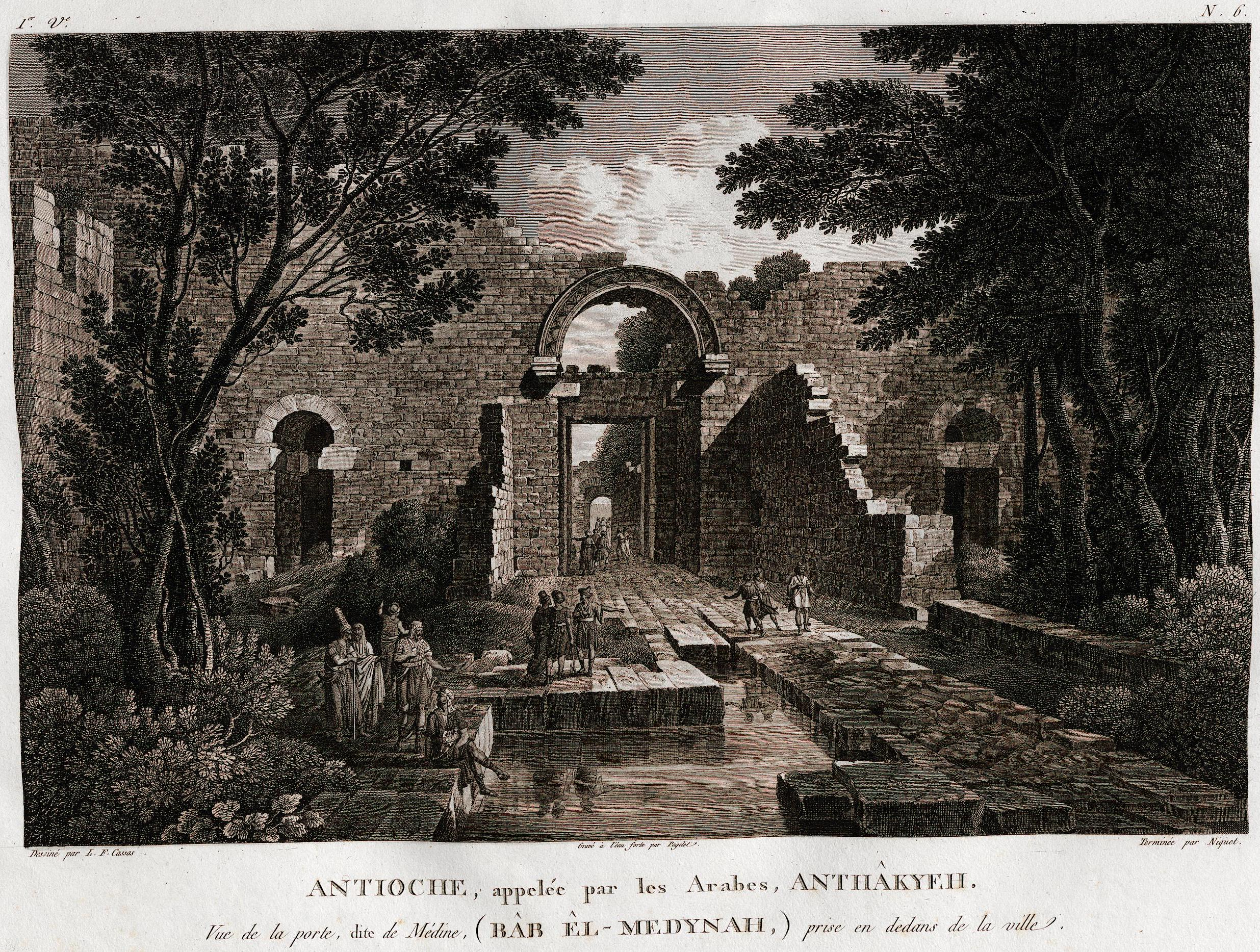
Ворота Медины в 1780-х годах, автор Луи-Франсуа Кассас
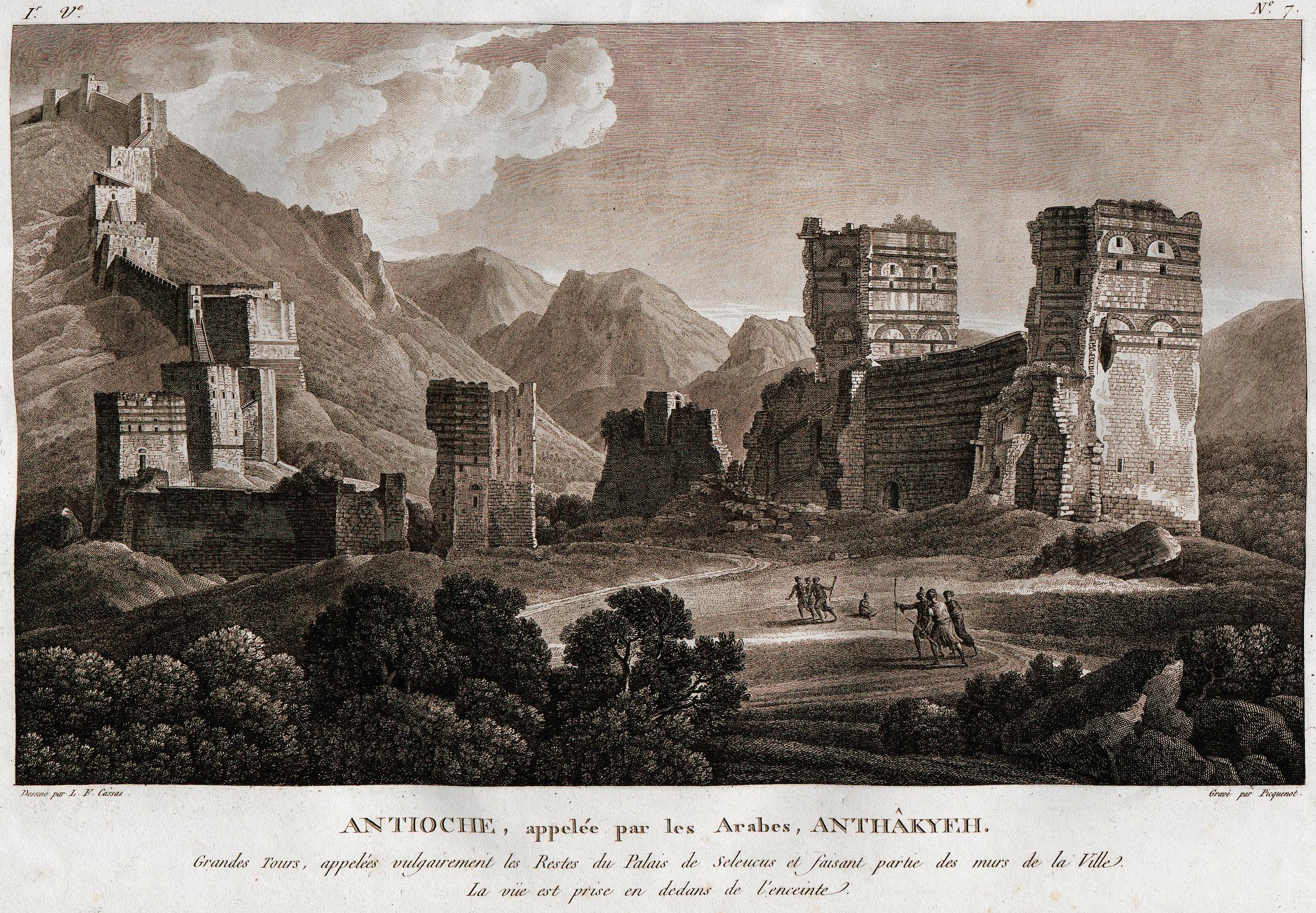
Руины дворца Селевка в 1780-х годах, работы Луи-Франсуа Кассаса
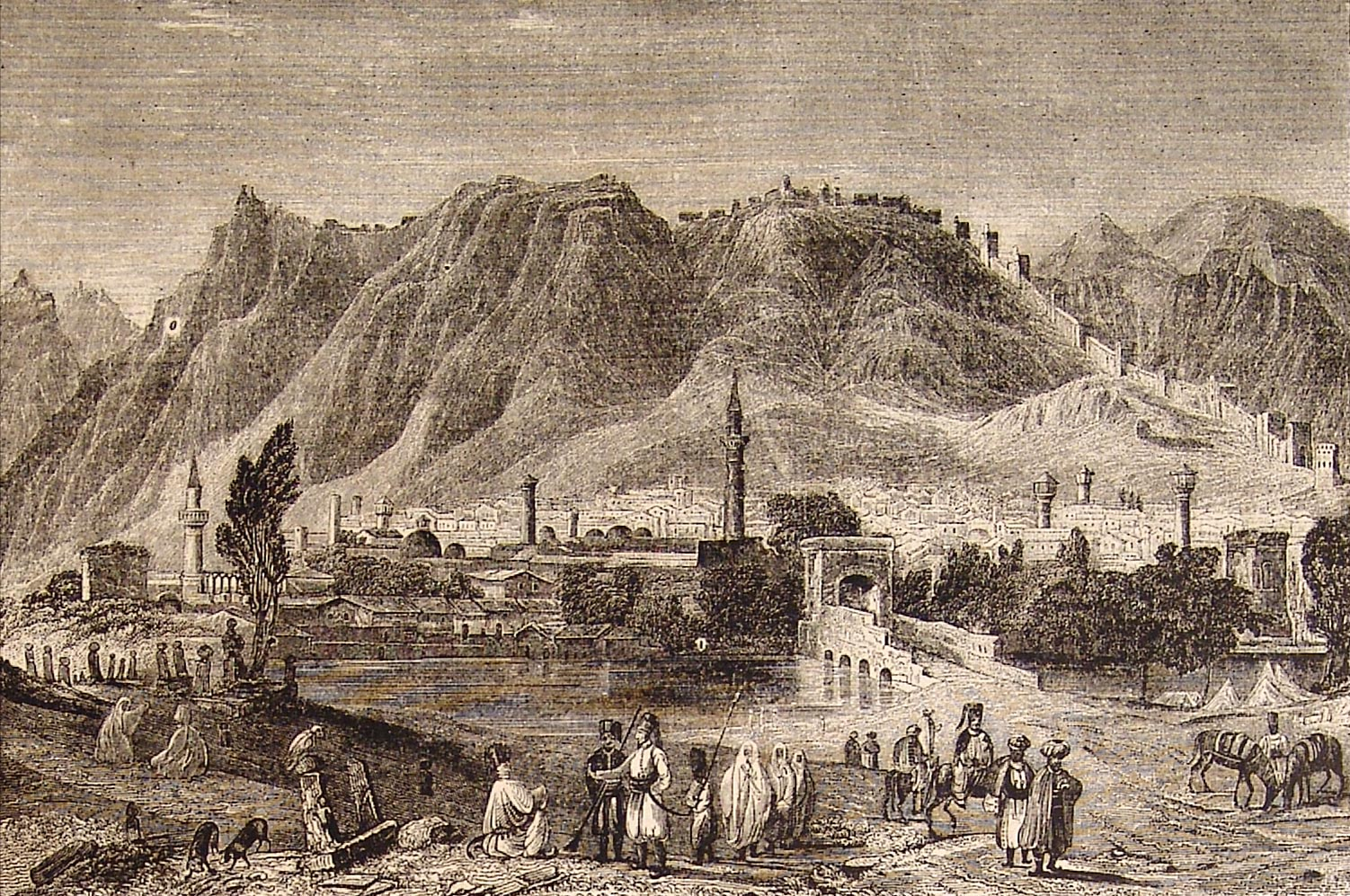
Антиохия в 1878 году
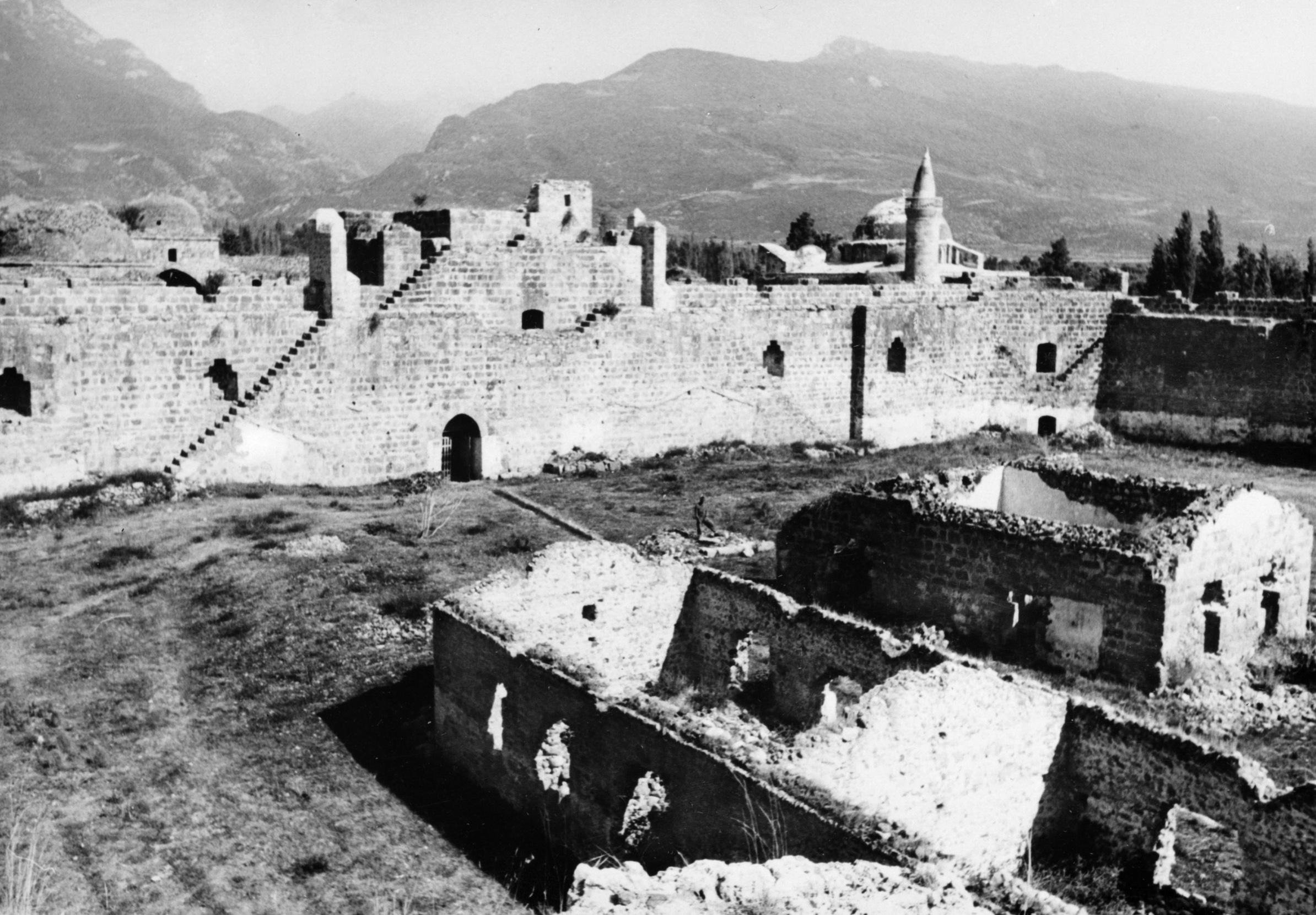
Антиохийская городская стена
Улочки старого города в 1900 году
Антиохия между 1898 и 1930 годами
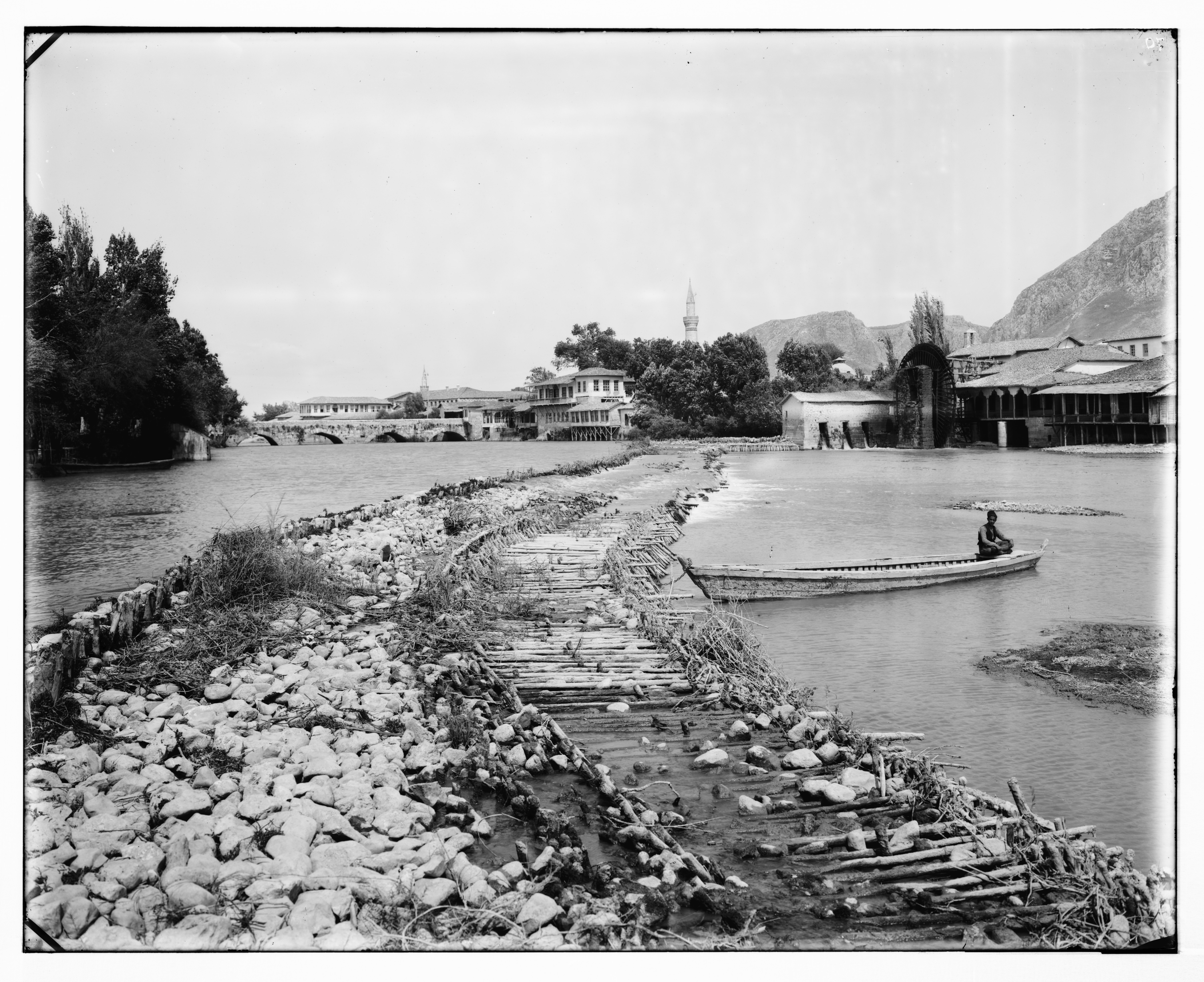
Антиохия между 1898 и 1946 годами
Цветное фото Антиохии между 1950 и 1977 годами
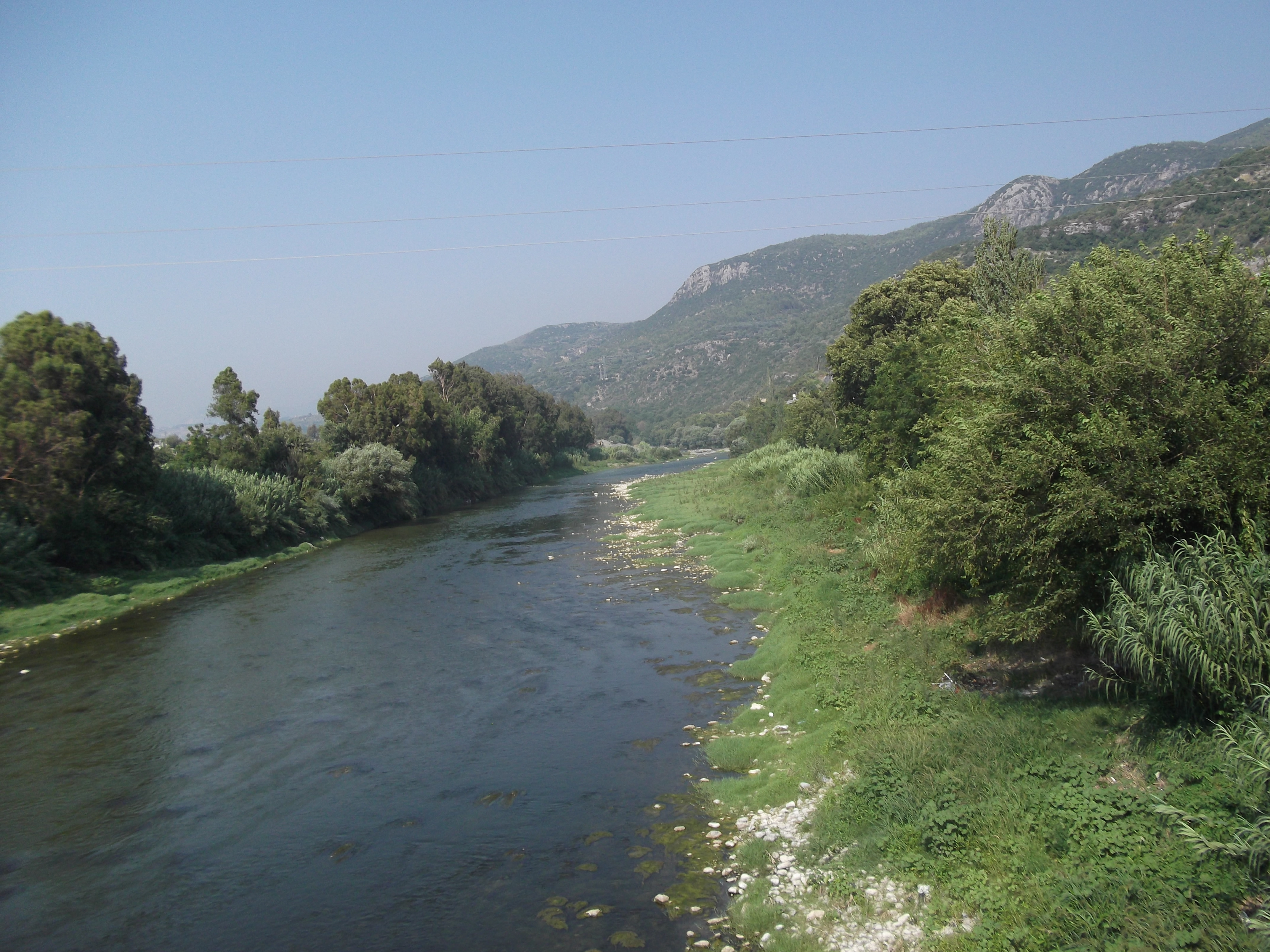
Река Оронт
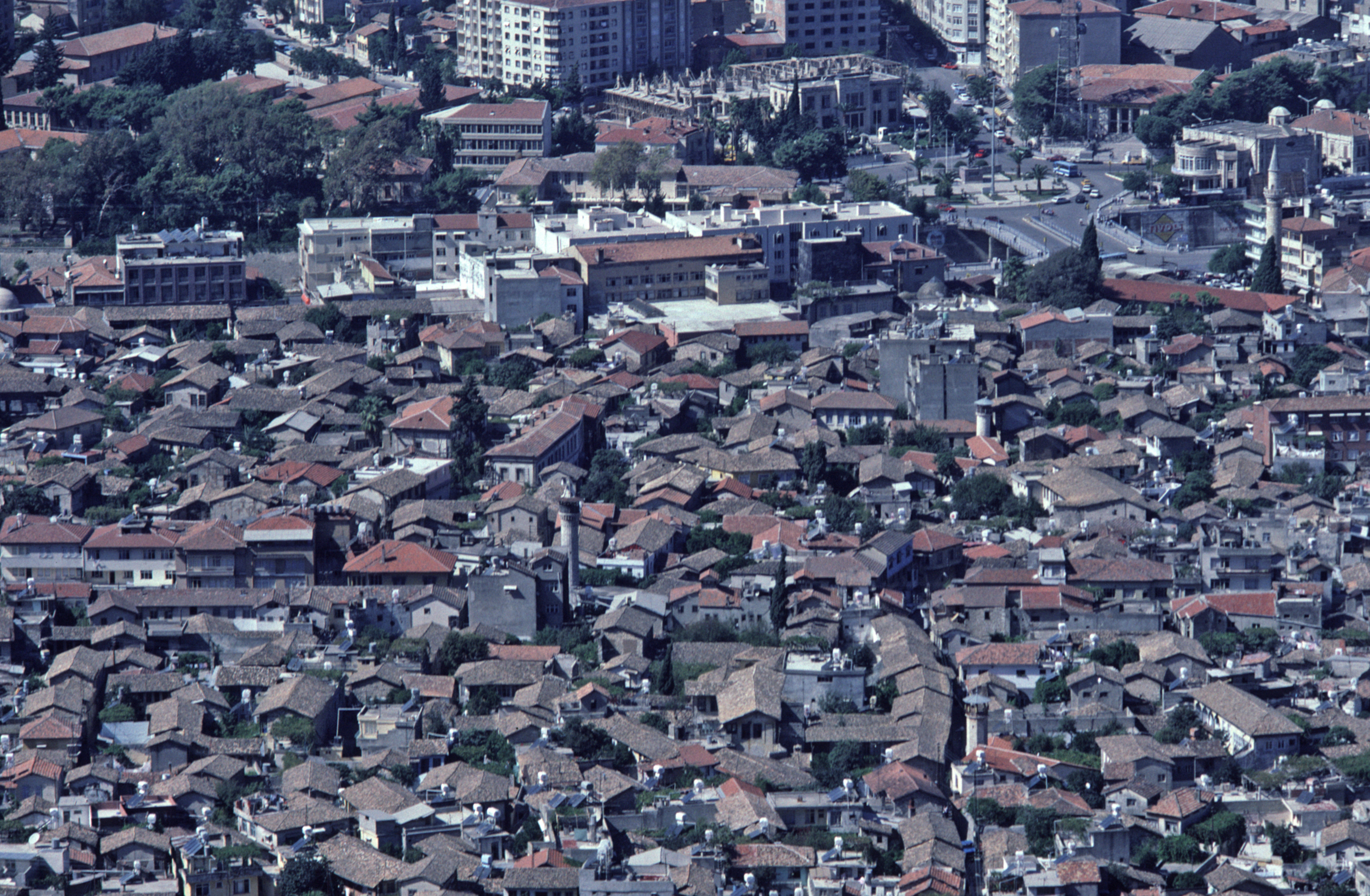
Вид на старый город

## Транспорт
Город обслуживается из аэропорта Хатай.

## Спорт
Антиохия имеет один мужской профессиональный футбольный клуб Хатайспор, участвующий в Первой лиге Турции по футболу. Существует также профессиональная женская команда по футболу. Хатайский столичный Беледиеспор, женская баскетбольная команда, также участвует в турецкой женской баскетбольной лиге.

## Кухня
Антиохия славится своей кухней. Её кухня считается скорее левантийской, чем турецкой. Кухня предлагает множество блюд, где в основном используются говядина и ягнятина. Популярные блюда включают типичный турецкий кебаб, подаваемый со специями и луком в плоском пресном хлебе, с йогуртом, как Али Назик кебаб, орук, кайтазский пирог и хлеб с добавкой. В этой части Турции подают горячие пряные блюда, а также турецкий кофе и местные деликатесы. Вот пример некоторых вкусностей:
- Ичли кёфте и другие сорта орука: разновидности арабского киббех, жареные во фритюре шарики из булгурской пшеницы, фаршированные фаршем; или запеченные в печах в форме цилиндра-конуса. Сак оругу сделан из тех же ингредиентов, но в круглой форме.
- Кайтаз бёреи: это котлета, которая сделана из пшеницы, говядины, помидоров и лука.
- Катыклы экмек: ингредиенты в катыклы экмек обычно состоят из пшеницы, традиционного перца (пасты), специй, таких как кунжут, творог или сыр. Он выглядит как предок пиццы. Его подают не так уж много ресторанов, однако его можно найти на старом рынке, который находится в центре города и Харбие.
- Гранатовый сироп (Нар экшиси), используемый в качестве заправки для салата, называется Дебес Рамман, традиционная левантийская арабская заправка.
- Семирсек, тонкий хлеб с острым перцем, фаршем или начинкой из шпината.
- Пряная курица, фирменное блюдо Харбие.
- Заатар (Захтер), традиционная Левантийская арабская паста из пряного тимьяна, орегано и кунжута, смешанная с оливковым маслом, намазанная на плоский хлеб (называемый Пиде или по-гречески Пита).
- Свежий горошек нут (нохут).

Мезе
- Хумус — паста из нута и кунжута.
- Пюре из бобов.
- Закуски из баклажанов: Закуски из баклажанов, приготовленные из запечённых и нарезанных баклажанов, которые смешиваются с перцем и помидорами. Их обычно подают с гранатовым сиропом.
- Соус Дзадзики: известный также как Таратор, приготовленный из йогурта, огурцов, мяты и чеснока.
- Сюзьме: тип йогурта, содержание воды в котором уменьшается традиционными методами.
- Бибер эзмеси: он сделан из перца и грецких орехов.
- Сюрке — сушёный творог, подаваемый в пряном оливковом масле.
- Чокелек — разновидность зернёного творога.
- Угри из Оронта, приправленные специями и обжаренные в оливковом масле.

Сладости/десерты
- Кюнефе — горячий сыр, сладкий на основе кадаифа. Антиохия столица кнафе в Турции; кондитерские в центре соревнуются, чтобы претендовать на то, чтобы быть турецкими королями: короли пасты.
- Мюшеббек (зюнгюль) — кольца жаренного во фритюре теста.
- Пейнирли ирмик хельвасы — это десерт, приготовленный из манной крупы, сахара и традиционного сыра, который также используется в кнафе. Его подают тёплым, особенно в ресторанах Харбие, а не в магазинах кнафе, расположенных в центре города.

## Известные уроженцы и жители
- Бекир Сыткы Кунт – турецкий писатель.
- Селахаттин Улькюмен — турецкий дипломат, спасавший евреев на Родосе во время немецкой оккупации Греции

## Города-побратимы
У Антакьи есть следующие города-побратимы:
- Ален (нем. Aalen), Германия (с 1995 года).